# Tấn (nước)
Tấn (Phồn thể: 晉國; Giản thể: 晋国) là một trong những nước chư hầu mạnh nhất trong thời kỳ Xuân Thu - Chiến Quốc trong lịch sử Trung Quốc. Lãnh thổ quốc gia này tương đương Sơn Tây, Trung Quốc hiện nay.
Nguyên nước Tấn được gọi là Đường (唐國), được Chu Thành vương ban làm ấp cho em trai Đường thúc Ngu, sau mới đổi gọi là Tấn. Trong thời Xuân Thu, nước Tấn nổi lên là một cường quốc nhất nhì trong thiên hạ, có Tấn Văn công Cơ Trùng Nhĩ được liệt vào một trong Ngũ bá trong lịch sử. Đến đời Tấn Linh công, Tấn Thành công và Tấn Bình công, thế lực các đại thần lớn mạnh, gọi là Lục khanh dần dần lấn át của Tấn công. Đến đời Tấn Xuất công, thế lực họ Hàn, họ Ngụy và họ Triệu thay nhau chia rẽ triều đình nước Tấn, dẫn đến sự diệt vong của nước Tấn.
Năm 403, Chu Uy Liệt vương quyết định phong Tấn quốc đại phu Hàn Kiền, Triệu Tịch và Ngụy Tư làm Hàn hầu, Triệu hầu và Ngụy hầu, chia giang sơn Tấn ra làm 3, thành lập nên nước Hàn, nước Triệu và nước Ngụy trong lịch sử. Năm 376 TCN, Tấn Tĩnh công bị phế và đất phong bị chiếm nốt, nước Tấn hoàn toàn chấm dứt sau hơn 500 năm tồn tại.

## Thành lập
Theo Sử ký Tư Mã Thiên, nước Tấn được thành lập khá muộn trong các chư hầu thời Tây Chu. Sau khi Chu Vũ vương mất, con là Chu Thành vương lên thay, có Chu Công Đán phụ chính. Khi đó một chư hầu là nước Đường nổi loạn, Chu công Đán mang quân tiêu diệt.
Chu Thành vương có một người em nhỏ tên là Cơ Ngu, khi ngồi chơi với Thành vương, vua cắt cái lá đồng làm ngọc khuê đưa cho Cơ Ngu và nói:"Để ta phong đất này cho nhà ngươi"
Quan Thái sử nhà Chu làm nhiệm vụ chép sử hỏi vua chọn ngày để phong cho Cơ Ngu. Thành vương nói rằng khi đó chỉ nói đùa với cậu em nhỏ thôi. Quan thái sử nghiêm sắc mặt nói:"Thiên tử không thể nói chuyện đùa"
Do đó, Chu Thành vương không thể cưỡng lại, bèn chính thức phong cho Cơ Ngu làm vua chư hầu nước Đường, gọi là Đường Thúc Ngu. Sau đó, nước Đường mới đổi tên thành nước Tấn như ta đã biết.

## Tranh chấp nội tộc

### Chi thứ đoạt trưởng

#### Thương Thúc
Nước Tấn truyền đến đời thứ 9 là Tấn Mục hầu Cơ Phế Vương thì bắt đầu xảy ra việc tranh chấp giữa chi trưởng và chi thứ, diễn ra trong nhiều thế hệ. Việc tranh chấp của nội tộc diễn ra trong hơn 100 năm, 14 đời vua Tấn không yên ổn.
Tranh chấp xảy ra lần đầu tiên khi Tấn Mục hầu mất (785 TCN), người em là Thương Thúc đoạt ngôi của cháu là Cơ Cừu. Cừu phải bỏ trốn.
Năm 781 TCN, Thế tử Cừu tập hợp lực lượng về đánh úp Thương Thúc, lấy lại ngôi vua. Sử không chép rõ về kết cục của Thương Thúc. Cừu lên ngôi tức là Tấn Văn hầu.

#### Khúc Ốc
Năm 746 TCN, Văn hầu chết, con là Bá lên ngôi, tức là Tấn Chiêu hầu (746-740 TCN). Chiêu hầu phong cho chú là Thành Sư (em Văn hầu) đã 58 tuổi ở đất Khúc Ốc là một ấp lớn hơn cả đất Dực là kinh đô nước Tấn. Người chú ở Khúc Ốc được gọi là Khúc Ốc Hoàn Thúc. Hoàn Thúc chú trọng gây uy tín để lấy lòng dân. Từ đó thế lực của chi thứ bắt đầu phát triển. Nhiều kẻ sĩ nước Tấn lo ngại loạn lạc nảy sinh từ Khúc Ốc.
Năm 740 TCN, đại phu nước Tấn là Phan Phù làm phản giết Tấn Chiêu hầu và đón Khúc Ốc Hoàn Thúc về kinh làm vua. Phe chi trưởng không phục, tập hợp lại đánh đuổi Thành Sư và giết Phan Phù. Thành Sư bỏ chạy về Khúc Ốc. Con của Chiêu hầu là Hình được lập lên ngôi, tức là Tấn Hiếu hầu.
Năm 731 TCN, Thành Sư chết ở Khúc Ốc, thọ 72 tuổi. Con là Thiện lên thay cai quản Khúc Ốc, được gọi là Trang Bá Thiện hay Khúc Ốc Trang Bá.
Năm 724 TCN, Trang Bá Thiện mang quân đánh kinh thành Dực, giết Tấn Hiếu Hầu để cướp ngôi. Phe chi trưởng lại cùng nhau đánh bật Thiện ra khỏi kinh thành. Thiện lại phải chạy về Khúc Ốc. Người con của Hiếu hầu là Cơ Khích được lập lên ngôi, tức là Tấn Ngạc hầu.
Năm 718 TCN, nghe tin Tấn Ngạc hầu chết, Trang Bá Thiện lại mang quân tiến vào kinh thành Dực lần thứ 2. Thiên tử Chu Hoàn Vương bèn sai vua nước Quắc là Quắc Công mang quân giúp nước Tấn, đánh lại Thiện. Thiện lại bỏ chạy về Khúc Ốc. Người nước Tấn lập con của Ngạc hầu là Quang lên ngôi, tức là Tấn Ai hầu.
Năm 716 TCN, Trang Bá Thiện chết, con là Xứng lên thay. Năm 710 TCN, Cơ Xứng ở Khúc Ốc mang quân đánh nhau với Tấn Ai hầu ở gần sông Phần Thủy, bắt sống được Ai hầu. Người nước Tấn bèn lập con Ai hầu là Thiếu Tử làm vua, tức là Tấn Tiểu Tử hầu. Nghe tin nước Tấn lập Tiểu Tử, Cơ Xứng bèn giết chết Ai hầu. Lúc đó thế lực của Khúc Ốc mạnh hơn hẳn so với nước Tấn.
Năm 707 TCN, Cơ Xứng lại lừa mời Tiểu Tử đến gặp mặt rồi bắt giết. Chu Hoàn vương lại can thiệp, sai Quắc Công một lần nữa mang quân đánh Xứng. Xứng lại chạy về Khúc Ốc. Người nước Tấn lập em Ai hầu là Dẫn làm vua.
Sau khi Chu Hoàn vương rồi Chu Trang Vương mất (682 TCN), năm 679 TCN Cơ Xứng lại mang quân đánh kinh thành Dực, giết chết Tấn hầu Dẫn. Cơ Xứng mang đồ quý báu trong kho ở đất Dực hối lộ thiên tử mới là Chu Ly Vương. Vì vậy Ly vương không can thiệp, chính thức phong cho Xứng làm chư hầu. Cơ Xứng trở thành vua cả nước Tấn từ năm 679 TCN, tức là Tấn Vũ công.
Nước Tấn tính từ Đường Thúc Ngu tới Tấn hầu Dẫn là 17 vua thuộc 15 thế hệ thì chuyển sang ngành thứ. Nước Tấn quá yếu ớt trước thế lực của Khúc Ốc nên dù nhiều lần quân Khúc Ốc phải rút đi, nhưng vua Tấn cũng không đủ sức trấn áp, tiêu diệt hoàn toàn. Liên tiếp 5 vua Tấn bị chi Khúc Ốc tấn công giết hại. Tấn Vũ Công là cháu nội của Thành Sư, thuộc thế hệ thứ 13.

### Các con của Hiến công
Vũ Công tuổi cao, sau khi giành ngôi chỉ 2 năm thì qua đời (677 TCN), con là Hiến công nối ngôi. Hiến công có nhiều vợ và nhiều con trai. Ngoài thế tử Cơ Thân Sinh, còn hai người con lớn hơn Thân Sinh nhưng mẹ chỉ là vợ thứ: Trùng Nhĩ và Di Ngô. Mẹ của 3 công tử lớn đều mất, Hiến Công lại lấy 1 người vợ trẻ là Ly Cơ và sinh được Hề Tề. Người em gái của Ly Cơ lại sinh được người con nữa của Hiến công là Trác Tử.
Hiến công yêu vợ mới, nghe lời gièm pha của phe cánh Ly Cơ, muốn bỏ con lớn Thân Sinh để lập con nhỏ Hề Tề. Do tác động của các quan lại thân với Ly Cơ vu tội cho Thân Sinh, Hiến Công sai bắt Thân Sinh. Thân Sinh bèn tự sát. Nghe tin, hai người anh của Thân Sinh là Trùng Nhĩ và Di Ngô biết nội tình trong triều bèn bỏ trốn. Trùng Nhĩ chạy sang quê mẹ là nước Địch, Di Ngô chạy sang nước Lương. Nhiều quan lại bất mãn cũng bỏ theo hai công tử lớn.
Bất chấp sự phản đối của nhiều quan đại phu, Hiến Công kiên quyết lập Hề Tề làm thế tử, uỷ thác cho Tuân Tức. Năm 651 TCN, Hiến công chết, Hề Tề lên ngôi. Phe phản đối Hề Tề do Lý Khắc đứng đầu làm binh biến giết chết Hề Tề và thuyết phục Tuân Tức đổi ý. Nhưng Tuân Tức quyết theo di mệnh, bèn lập em Hề Tề là Trác Tử lên thay. Lý Khắc lại làm binh biến, lần này giết cả Trác Tử và Tuân Tức. Ly Cơ cũng bị giết.
Lý Khắc sai người mời Trùng Nhĩ ở nước Địch về. Trùng Nhĩ sợ mang tiếng là chủ mưu làm loạn nên lấy cớ thoái thác. Lý Khắc bất đắc dĩ phải sai người sang nước Lương mời Di Ngô về lập làm vua Tấn. Tần Mục công lấy con gái Tấn Hiến công và là em của Trùng Nhĩ và Di Ngô, nên sai lấy xe đưa Di Ngô từ nước Lương trở về nước.
Di Ngô lên ngôi, tức là Tấn Huệ công. Huệ công về nước, biết việc Lý Khắc vốn không định lập mình, nên lấy cớ giết Lý Khắc. Các quan nhiều người bất bình. Huệ công lại bỏ lời giao ước cắt đất trả ơn nước Tần, rồi mang quân gây hấn với Tần, bị thua trận và bị bắt làm tù binh. Nhờ em gái đứng ra xin hộ, Tần Mục Công lại thả cho Huệ Công về. Để giảng hoà, hai bên lại kết thông gia, Tần Mục Công gả con gái cho con trai Tấn Huệ công là thế tử Ngữ.
Năm 637 TCN, Tấn Huệ Công chết, con là Ngữ lên thay, tức là Tấn Hoài công. Hoài công mất lòng người trong nước, mọi người đều muốn lập công tử Trùng Nhĩ. Lúc đó công tử Trùng Nhĩ sau nhiều năm lưu lạc qua các nước Địch, Tề, Lỗ, Sở, Vệ, Tào đã quyết định trở về nước khi có thời cơ. Tần Mục công lại đứng ra lập Trùng Nhĩ làm vua Tấn, đón Trùng Nhĩ sang Tần rồi đưa về nước. Vua cháu là Hoài công bỏ chạy sang nước Lương bị giết chết. Tần Mục công lại mang con gái goá từng gả cho Hoài công mà gả cho Trùng Nhĩ.
Bởi nước Tần và nước Tấn có nhiều mối lương duyên nên đời sau thường gọi những cuộc hôn nhân tốt lành giữa các quốc gia hay thế tộc lớn là "nên duyên Tấn Tần".
Trùng Nhĩ lên làm vua, tức là Tấn Văn Công nổi tiếng. Vây cánh của Hoài công là Lã Di Sảnh và Khước Nhuế lại định làm binh biến giết Văn công để lập công tử Ung đang ở nước Tần. Việc binh biến thất bại, Văn Công được sự hỗ trợ của Tần Mục công, dẹp yên loạn lạc.
Cuộc tranh chấp trong nội tộc nước Tấn chấm dứt. Nước Tấn cũng bước vào thời kỳ yên ổn và cường thịnh.

## Bá chủ chư hầu

### Mở rộng lãnh thổ

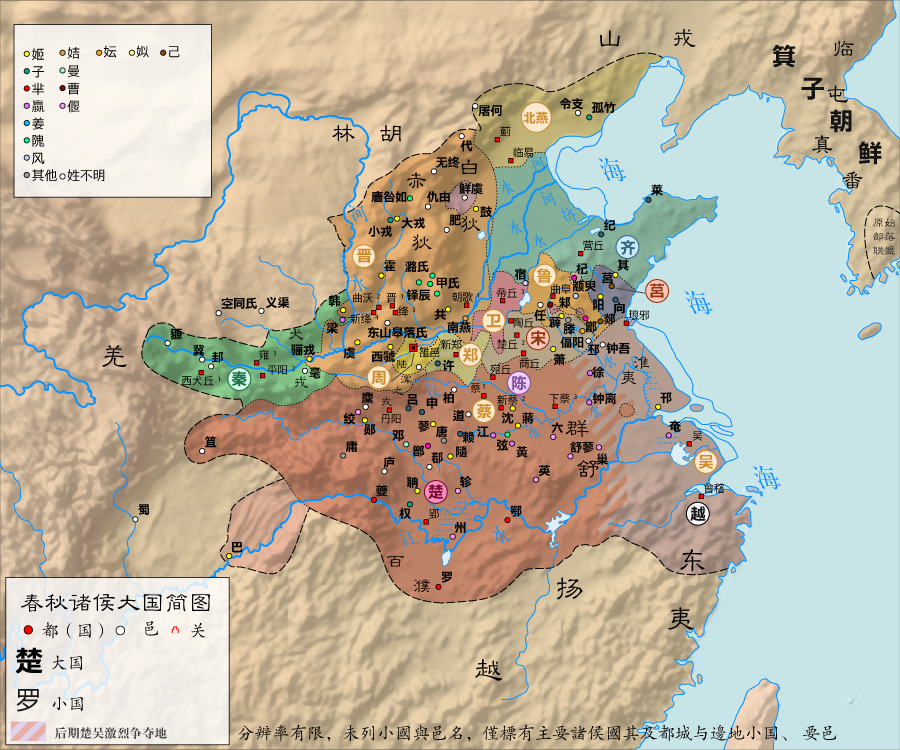
Giản đồ các nước lớn thời Xuân Thu
Tấn (晋)
Yên (北燕)
Tề (齐)
Tần (秦)
Sở (楚)
Việt (越)
Cử (莒)
Lỗ (鲁)
Tống (宋)
Vệ (卫)
Trịnh (郑)
Ba (巴)
Đất do thiên tử nhà Chu cai quản

Từ thời Tấn Hiến công, nước Tấn đã phát triển thế lực nước Tấn ra xung quanh, đánh chiếm nước Hoắc, nước Cảnh, nước Nguỵ.
Sau đó, Hiến công lại thù nước Quắc trước kia thường theo lệnh nhà Chu đánh lại các tổ tiên Trang Bá Thiện và Tấn Vũ Công khi lực lượng Khúc Ốc tiến vào tranh ngôi, nên quyết chí đánh Quắc.
Năm 654 TCN, Hiến công bèn mượn đường nước Ngu đánh úp nước Quắc, nhưng sau khi diệt Quắc lại chiếm luôn nước Ngu. Nước Ngu không nghe lời can của nước Quắc, tham của hối lộ của nước Tấn nên cả hai cùng bị diệt.
Về cơ bản đến thời Tấn Hiến công, nước Tấn đã được mở rộng và trở thành nước mạnh. Trong khi nước Tấn phát triển ở Sơn Tây thì nước Tề đã làm bá chủ chư hầu dưới thời Tề Hoàn công. Khi đó nước Tấn lại gặp nội loạn nhiều nên không gây được nhiều ảnh hưởng với các nước chư hầu Trung Nguyên.

### Giành ngôi bá chủ
Xem chi tiết: Trận Thành Bộc
Từ năm 643 TCN, bá chủ Tề Hoàn Công qua đời, nước Tề cũng rơi vào tranh chấp quyền lực giữa những người nối ngôi nên mất địa vị bá chủ. Tống Tương công cùng Sở Thành vương nổi lên tranh chấp nhau quyền làm bá, nước Sở thắng thế một thời gian.
Khi Tấn Văn Công lên ngôi, trong nước yên ổn nên quyết định gây ảnh hưởng ra ngoài. Đầu tiên, Văn công mang quân giúp thiên tử nhà Chu bị em là vương tử Đái tranh ngôi. Văn công mang quân sang giết Đái và phò vua Chu Tương Vương trở lại ngôi vua. Từ đó Tấn Văn công bắt đầu có uy tín với vua Chu và chư hầu.
Năm 632 TCN, Văn công đi đánh nước Tào và nước Vệ để báo thù việc gây khó khăn trong thời gian đi lưu lạc. Cùng lúc đó nước Sở cũng mang quân đánh nước Tống là phe cánh của Tấn. Trong khi Tấn đã chiếm được Tào và Vệ thì Sở mới đang vây nước Tống.
Sau đó hai bên dàn quân đánh nhau một trận to ở Thành Bộc. Đó chính là trận Thành Bộc nổi tiếng thời Xuân Thu. Quân Tấn dưới sự chỉ huy của Tiên Chẩn đánh bại quân Sở dưới quyền chỉ huy của Thành Đắc Thần.
Tấn trở thành nước mạnh nhất trong các chư hầu. Sau khi đánh bại chư hầu lớn là nước Sở cứu nước Tống, trả lại nước cho vua Vệ và vua Tào, Tấn Văn công hội chư hầu ở đất Ôn; sau đó lại cùng các chư hầu hội kiến thiên tử nhà Chu ở đất Tiên Thổ. Từ đó Văn Công chính thức trở thành bá chủ chư hầu.

### Giữ ngôi bá chủ
Năm 628 TCN, Tấn Văn Công mất, thọ 68 tuổi, thế tử Hoan lên thay, tức là Tấn Tương Công. Tương Công 2 lần đánh bại các cuộc xâm lấn của nước Tần do Tần Mục Công phát động, chặn đường sang đông của nước Tần, giữ vững bờ cõi nước Tấn và ngôi vị bá chủ.
Đến các đời vua sau, tuy thế lực có lúc giảm sút nhưng nhìn đại thể nước Tấn vẫn giữ được ngôi bá chủ. Năm 600, Tấn Thành công lại họp chư hầu ở đất Hỗ.
Đến thời Tấn Cảnh công và Tấn Lệ công, nước Tấn tuy vẫn là nước mạnh nhưng không có vua giỏi, bị Sở Trang vương giành ngôi bá. Sau khi Trang vương chết (591 TCN), nước Sở và nước Tấn cùng tranh giành ảnh hưởng trong các chư hầu. Một số ngả theo Sở, một số nhiều hơn ngả theo Tấn và trên danh nghĩa, Tấn vẫn nắm ngôi vị bá chủ.
Năm 572 TCN, Tấn Điệu công lên ngôi đánh bại các chư hầu Tần và Trịnh, lại hội chư hầu. Sau khi Tấn Điệu công mất (558 TCN), trong gần 100 năm, dù thực lực không được như thời Văn công, Tương công và Điệu Công, các vua Bình công, Chiêu công, Khoảnh công, Định công vẫn duy trì ngôi vị trên danh nghĩa. Khi nước Sái oán nước Sở ức hiếp, kêu cứu nước Tấn, vua Tấn Định công vẫn hội được 18 nước chư hầu để luận tội nước Sở.
Trong khoảng thời gian đó, sở dĩ Tấn vẫn duy trì tương đối được ngôi vị của mình do các nước cạnh tranh trực tiếp là Sở và Tề cũng không có vị vua nào đủ tài năng để tranh giành. Tề Cảnh công là vua giỏi nhưng chưa đạt tới được uy thế như Tề Hoàn công để đoạt ngôi bá của nước Tấn.

## Suy yếu và chia cắt

### Cuộc tranh giành giữa các khanh thần
Ngay từ thời Tấn Văn công, Tấn Tương công đã manh nha hình thành thế đứng của các thế tộc làm đại phu trong triều. Không chỉ các dòng họ có công "tòng vong" giúp Văn công trong quá trình lưu lạc 19 năm ở nước ngoài, ngay cả các họ tộc ở lại trong nước phù tá Huệ Công, Hoài công cũng có ảnh hưởng nhất định và vua Tấn phải đóng vai trò dàn xếp hài hòa giữa các họ tộc đó. Trong quá trình đấu tranh để giành quyền lực trong triều, các họ tộc dần dần tiêu diệt lẫn nhau.
Thời Văn công có các họ: Hồ, Loan, Triệu, Tuân, Ngụy, Hàn, Khước, Tiên, Phạm (Sĩ). Đến thời Tấn Tương công (627-621 TCN), họ Hồ bị đuổi ra nước ngoài. Thời Cảnh công (598 – 581 TCN), họ Tiên bị diệt, họ Triệu cũng suýt bị diệt tộc nhưng sau được phục hồi địa vị; đến thời Lệ công (580 – 573 TCN), họ Khước bị diệt; thời Bình công (557 – 532 TCN), họ Loan bị diệt.
Họ Tuân sau đó tách làm hai chi và gọi theo đất được phong, một chi gọi là Trung Hàng, chi kia gọi là Trí. Sau hơn 100 năm đến thời Tấn Bình công, chỉ còn lại 6 dòng họ mạnh nhất duy trì được quyền lực là: Ngụy, Hàn, Triệu, Phạm, Trung Hàng, Trí mà sử sách vẫn gọi là lục khanh.

### Vua yếu tôi mạnh
Nước Tấn trong quá trình phát triển ngày một lớn mạnh, đất đai rộng mở, nhân lực dồi dào. Ngoài các vua giỏi như Văn Công, Tương Công, Điệu công, các vua Tấn khác đều tầm thường nhưng nhờ bầy tôi dưới quyền vua Tấn cũng có nhiều họ tộc tài giỏi, giúp vua Tấn chiếm ưu thế trong các cuộc chiến với các chư hầu mạnh như Tần, Tề, Sở. Đến cuối thời Xuân Thu, Tấn là nước lớn nhất trong các chư hầu.
Các đại phu mạnh lên, trong triều lại xảy ra thí nghịch và phế lập. Năm 606 TCN, Tấn Linh công bỏ bễ chính sự, mưu giết bề tôi can thẳng họ Triệu, bị họ Triệu giết. Năm 573 TCN, họ Loan và họ Trung Hàng giết Lệ công.
Đến thời Bình công, việc tranh chấp giữa các đại phu ngày càng gay gắt nhưng vua Tấn không thể đóng vai trò can thiệp hay dàn hòa giữa các họ mà hoàn toàn bị các họ chi phối. Những người không cùng cánh với lục khanh đều bị 6 họ tìm cách tiêu diệt.

### Sáu họ còn ba
Xem chi tiết: Ngụy (nước), Hàn (nước), Triệu (nước)
Năm 497 TCN, giữa lục khanh nổ ra chiến tranh. Họ Phạm và họ Trung Hàng liên kết đánh họ Triệu. Họ Triệu lấy danh nghĩa Tấn Định công, liên kết với họ Hàn và họ Ngụy đánh hai họ kia. Trung Hàng Di và Phạm Cát Xạ chạy đến Triều Ca cố thủ. Năm 492 TCN, thành Triều Ca vỡ, họ Phạm và họ Trung Hàng phải bỏ chạy sang nước Tề lưu vong. Từ đó nước Tấn chỉ còn lại 4 họ nắm quyền trong triều là: Trí, Triệu, Hàn, Ngụy.
Năm 475 TCN, Tấn Định công chết, con là Xuất công lên thay. Bốn quan khanh bàn nhau chia đất của hai họ Phạm và Trung Hàng, không đếm xỉa tới vua Tấn. Phần đất của Tấn Xuất công từ đó lại không bằng bốn họ. Vua Tấn nổi giận, sai người sang liên kết với nước Tề để trị tội 4 họ. Nhưng lúc đó nước Tề cũng đang nằm trong tay họ Điền, vua Tề chỉ làm vì, còn họ Điền cũng mưu chiếm nước Tề như các quan khanh nước Tấn nên không ủng hộ vua Tấn.
Năm 458 TCN, bốn họ biết được ý định của vua Tấn, bèn đánh đuổi vua Tấn đi. Vua Tấn phải chạy sang nước Tề và chết giữa đường, nên mới được đặt thụy hiệu là Xuất công. Họ Trí lập một người trong họ tộc nước Tấn là chắt của Tấn Chiêu Công lên ngôi, tức là Tấn Ai công.
Bấy giờ họ Trí có thế lực nhất, được phong tước bá, 3 họ kia mới chỉ có tước tử. Trí bá tên là Tuân Dao, muốn chiếm cả nước Tấn, nên trước hết thực hiện kế "tằm ăn lá dâu", ra lệnh ép 3 họ kia cùng hiến đất để thôn tính dần. Họ Ngụy và họ Hàn chịu theo nhưng họ Triệu không chịu. Trí bá Tuân Dao bèn hợp quân với họ Hàn và Ngụy đánh Triệu. Triệu Vô Tuất rút về cố thủ ở Tấn Dương.
Quân 3 họ vây đánh Tấn Dương 1 năm không phá được. Năm 454 TCN, khi thành Tấn Dương nguy cấp, Triệu Vô Tuất sai người ra thuyết phục họ Ngụy và họ Hàn về nguy cơ "chia đũa để bẻ" của Trí Bá đối với 3 họ. Hàn và Ngụy bất đắc dĩ mang quân theo Tuân Dao, nay hiểu ra bèn trở giáo cùng Triệu đánh úp Trí Bá. Trí bá trở tay không kịp, bị giết, họ Trí bị diệt. Ba họ Hàn, Triệu, Ngụy cùng chia đất của Trí Bá.
Năm 440 TCN, Tấn Ai công chết, con là U công lên nối ngôi. Vua Tấn lúc đó chỉ còn đất Giáng và đất Khúc Ốc, còn lại đất đai đều thuộc về 3 họ Hàn, Triệu, Ngụy mà sử sách quen gọi là Tam Tấn. Trên thực tế 3 họ đã nắm quyền tự quyết, không còn theo mệnh lệnh hay cần tới danh nghĩa của vua Tấn nữa. Chính vua Tấn phải đến triều kiến 3 họ chứ không phải 3 họ đến triều kiến vua Tấn.

## Tàn lụi và diệt vong
Thế lực của vua Tấn lúc đó đã rất suy yếu. Một đêm năm 422 TCN, Tấn U công ra ngoài tư thông với đàn bà nhà dân, bị kẻ trộm trong ấp giết chết. Ngụy Tư (sau là Ngụy Văn hầu) mang quân trấn dẹp bọn cướp và lập con U công là Liệt công lên ngôi.
Năm 403 TCN, thiên tử nhà Chu là Uy Liệt vương chính thức phong cho 3 họ Hàn, Triệu, Ngụy làm chư hầu: Ngụy Tư làm Ngụy Văn hầu, Triệu Tịch làm Triệu Liệt hầu, Hàn Kiền làm Hàn Cảnh hầu. Kể từ đó trong lãnh thổ nước Tấn cũ tồn tại 4 nước chư hầu là Tấn, Hàn, Triệu, Ngụy mà Tấn là nhỏ yếu nhất.
Năm 395 TCN, Tấn Liệt công chết, con là Tấn Hoàn công lên ngôi. Được 17 năm Hoàn công chết (378 TCN), con là Câu Tửu lên ngôi, tức là Tấn Tĩnh công. Năm 376 TCN, ba họ Hàn, Triệu, Ngụy thôn tính nốt đất Giáng và Khúc Ốc của Tấn, đày Tĩnh công là đất Thuần Lưu nhỏ hẹp. Nước Tấn chính thức bị diệt.
Sử ký, thiên Tấn thế gia và Ngô Thái Bá thế gia đều chép rằng: công tử Quý Trát nước Ngô từ chối ngôi vua do anh Chư Phàn nhường (theo ý của vua cha Thọ Mộng), bỏ trốn đi ngao du các nước chư hầu. Khi Quý Trát đến nước Tấn, khi đó là thời Tấn Bình công, có qua lại nhà các quan khanh đại phu nước Tấn. Sau đó ông từng đưa ra lời tiên đoán: trong các họ đang cầm quyền ở Tấn thì họ Loan mất trước, còn nước Tấn sau này sẽ mất về tay ba nhà Hàn, Triệu, Nguỵ.
Họ Cơ hoàn toàn kết thúc vai trò tại quốc gia này, nước Tấn bị chia làm ba. Nước Tấn tính từ đời Đường Thúc Ngu được Chu Thành Vương phong tới Tấn Tĩnh công có tất cả 40 vua thuộc 28 thế hệ.

## Các vua nước Tấn
Theo Sử ký, chỉ từ năm 841 TCN, khi Chu Lệ Vương bị lật đổ và bắt đầu thời Cộng hòa (841 - 828 TCN), số năm cai trị của từng vua (không chỉ nước Tấn mà tất cả các chư hầu) mới được xác định rõ ràng. Còn các đời vua trước đó đều không xác định được số năm cụ thể. Những vị vua liền kề trước đó chỉ xác định được năm mất.
|                                  |                                  |                                  |                                  |                                  |                                  |  |  |                                      |                                      |                                      |                                      |                                      |                                      |  |  |                                    |                                    |                                    |                                    |                                    |                                    |  |  |                                           |                                           |                                           |                                           |                                           |                                           |  |  | Đường Thúc Ngu                                  |                                                 |                                                 |                                                 |                                                 |                                                 |  |  |                                    |                                    |                                    |                                    |                                    |                                    |  |  |                                            |                                            |                                            |                                            |                                            |                                            |  |  |                             |                             |                             |                             |                             |                             |  |  |                         |                         |                         |                         |                         |                         |  |  |                                     |                                     |                                     |                                     |                                     |                                     |  |  |  |  |  |  |  |  |  |  |  |  |  |  |  |  |  |  |  |  |  |  |  |  |  |  |  |  |  |  |  |  |  |  |  |  |  |  |  |  |  |  |
|                                  |                                  |                                  |                                  |                                  |                                  |  |  |                                      |                                      |                                      |                                      |                                      |                                      |  |  |                                    |                                    |                                    |                                    |                                    |                                    |  |  |                                           |                                           |                                           |                                           |                                           |                                           |  |  |                                                 |                                                 |                                                 |                                                 |                                                 |                                                 |  |  |                                    |                                    |                                    |                                    |                                    |                                    |  |  |                                            |                                            |                                            |                                            |                                            |                                            |  |  |                             |                             |                             |                             |                             |                             |  |  |                         |                         |                         |                         |                         |                         |  |  |                                     |                                     |                                     |                                     |                                     |                                     |  |  |  |  |  |  |  |  |  |  |  |  |  |  |  |  |  |  |  |  |  |  |  |  |  |  |  |  |  |  |  |  |  |  |  |  |  |  |  |  |  |  |
|                                  |                                  |                                  |                                  |                                  |                                  |  |  |                                      |                                      |                                      |                                      |                                      |                                      |  |  |                                    |                                    |                                    |                                    |                                    |                                    |  |  |                                           |                                           |                                           |                                           |                                           |                                           |  |  |                                                 |                                                 |                                                 |                                                 |                                                 |                                                 |  |  |                                    |                                    |                                    |                                    |                                    |                                    |  |  |                                            |                                            |                                            |                                            |                                            |                                            |  |  |                             |                             |                             |                             |                             |                             |  |  |                         |                         |                         |                         |                         |                         |  |  |                                     |                                     |                                     |                                     |                                     |                                     |  |  |  |  |  |  |  |  |  |  |  |  |  |  |  |  |  |  |  |  |  |  |  |  |  |  |  |  |  |  |  |  |  |  |  |  |  |  |  |  |  |  |
|                                  |                                  |                                  |                                  |                                  |                                  |  |  |                                      |                                      |                                      |                                      |                                      |                                      |  |  |                                    |                                    |                                    |                                    |                                    |                                    |  |  |                                           |                                           |                                           |                                           |                                           |                                           |  |  | Tấn hầu Tiệp                                    | Tấn hầu Tiệp                                    | Tấn hầu Tiệp                                    | Tấn hầu Tiệp                                    | Tấn hầu Tiệp                                    | Tấn hầu Tiệp                                    |  |  | Giả bá Công Minh Giả quốc          | Giả bá Công Minh Giả quốc          | Giả bá Công Minh Giả quốc          | Giả bá Công Minh Giả quốc          | Giả bá Công Minh Giả quốc          | Giả bá Công Minh Giả quốc          |  |  |                                            |                                            |                                            |                                            |                                            |                                            |  |  |                             |                             |                             |                             |                             |                             |  |  |                         |                         |                         |                         |                         |                         |  |  |                                     |                                     |                                     |                                     |                                     |                                     |  |  |  |  |  |  |  |  |  |  |  |  |  |  |  |  |  |  |  |  |  |  |  |  |  |  |  |  |  |  |  |  |  |  |  |  |  |  |  |  |  |  |
|                                  |                                  |                                  |                                  |                                  |                                  |  |  |                                      |                                      |                                      |                                      |                                      |                                      |  |  |                                    |                                    |                                    |                                    |                                    |                                    |  |  |                                           |                                           |                                           |                                           |                                           |                                           |  |  | Tấn hầu Tiệp                                    | Tấn hầu Tiệp                                    | Tấn hầu Tiệp                                    | Tấn hầu Tiệp                                    | Tấn hầu Tiệp                                    | Tấn hầu Tiệp                                    |  |  | Giả bá Công Minh Giả quốc          | Giả bá Công Minh Giả quốc          | Giả bá Công Minh Giả quốc          | Giả bá Công Minh Giả quốc          | Giả bá Công Minh Giả quốc          | Giả bá Công Minh Giả quốc          |  |  |                                            |                                            |                                            |                                            |                                            |                                            |  |  |                             |                             |                             |                             |                             |                             |  |  |                         |                         |                         |                         |                         |                         |  |  |                                     |                                     |                                     |                                     |                                     |                                     |  |  |  |  |  |  |  |  |  |  |  |  |  |  |  |  |  |  |  |  |  |  |  |  |  |  |  |  |  |  |  |  |  |  |  |  |  |  |  |  |  |  |
|                                  |                                  |                                  |                                  |                                  |                                  |  |  |                                      |                                      |                                      |                                      |                                      |                                      |  |  |                                    |                                    |                                    |                                    |                                    |                                    |  |  |                                           |                                           |                                           |                                           |                                           |                                           |  |  | Tấn Vũ hầu                                      |                                                 |                                                 |                                                 |                                                 |                                                 |  |  |                                    |                                    |                                    |                                    |                                    |                                    |  |  |                                            |                                            |                                            |                                            |                                            |                                            |  |  |                             |                             |                             |                             |                             |                             |  |  |                         |                         |                         |                         |                         |                         |  |  |                                     |                                     |                                     |                                     |                                     |                                     |  |  |  |  |  |  |  |  |  |  |  |  |  |  |  |  |  |  |  |  |  |  |  |  |  |  |  |  |  |  |  |  |  |  |  |  |  |  |  |  |  |  |
|                                  |                                  |                                  |                                  |                                  |                                  |  |  |                                      |                                      |                                      |                                      |                                      |                                      |  |  |                                    |                                    |                                    |                                    |                                    |                                    |  |  |                                           |                                           |                                           |                                           |                                           |                                           |  |  |                                                 |                                                 |                                                 |                                                 |                                                 |                                                 |  |  |                                    |                                    |                                    |                                    |                                    |                                    |  |  |                                            |                                            |                                            |                                            |                                            |                                            |  |  |                             |                             |                             |                             |                             |                             |  |  |                         |                         |                         |                         |                         |                         |  |  |                                     |                                     |                                     |                                     |                                     |                                     |  |  |  |  |  |  |  |  |  |  |  |  |  |  |  |  |  |  |  |  |  |  |  |  |  |  |  |  |  |  |  |  |  |  |  |  |  |  |  |  |  |  |
|                                  |                                  |                                  |                                  |                                  |                                  |  |  |                                      |                                      |                                      |                                      |                                      |                                      |  |  |                                    |                                    |                                    |                                    |                                    |                                    |  |  |                                           |                                           |                                           |                                           |                                           |                                           |  |  | Tấn Thành hầu                                   |                                                 |                                                 |                                                 |                                                 |                                                 |  |  |                                    |                                    |                                    |                                    |                                    |                                    |  |  |                                            |                                            |                                            |                                            |                                            |                                            |  |  |                             |                             |                             |                             |                             |                             |  |  |                         |                         |                         |                         |                         |                         |  |  |                                     |                                     |                                     |                                     |                                     |                                     |  |  |  |  |  |  |  |  |  |  |  |  |  |  |  |  |  |  |  |  |  |  |  |  |  |  |  |  |  |  |  |  |  |  |  |  |  |  |  |  |  |  |
|                                  |                                  |                                  |                                  |                                  |                                  |  |  |                                      |                                      |                                      |                                      |                                      |                                      |  |  |                                    |                                    |                                    |                                    |                                    |                                    |  |  |                                           |                                           |                                           |                                           |                                           |                                           |  |  |                                                 |                                                 |                                                 |                                                 |                                                 |                                                 |  |  |                                    |                                    |                                    |                                    |                                    |                                    |  |  |                                            |                                            |                                            |                                            |                                            |                                            |  |  |                             |                             |                             |                             |                             |                             |  |  |                         |                         |                         |                         |                         |                         |  |  |                                     |                                     |                                     |                                     |                                     |                                     |  |  |  |  |  |  |  |  |  |  |  |  |  |  |  |  |  |  |  |  |  |  |  |  |  |  |  |  |  |  |  |  |  |  |  |  |  |  |  |  |  |  |
|                                  |                                  |                                  |                                  |                                  |                                  |  |  |                                      |                                      |                                      |                                      |                                      |                                      |  |  |                                    |                                    |                                    |                                    |                                    |                                    |  |  |                                           |                                           |                                           |                                           |                                           |                                           |  |  | Tấn Lê hầu                                      |                                                 |                                                 |                                                 |                                                 |                                                 |  |  |                                    |                                    |                                    |                                    |                                    |                                    |  |  |                                            |                                            |                                            |                                            |                                            |                                            |  |  |                             |                             |                             |                             |                             |                             |  |  |                         |                         |                         |                         |                         |                         |  |  |                                     |                                     |                                     |                                     |                                     |                                     |  |  |  |  |  |  |  |  |  |  |  |  |  |  |  |  |  |  |  |  |  |  |  |  |  |  |  |  |  |  |  |  |  |  |  |  |  |  |  |  |  |  |
|                                  |                                  |                                  |                                  |                                  |                                  |  |  |                                      |                                      |                                      |                                      |                                      |                                      |  |  |                                    |                                    |                                    |                                    |                                    |                                    |  |  |                                           |                                           |                                           |                                           |                                           |                                           |  |  |                                                 |                                                 |                                                 |                                                 |                                                 |                                                 |  |  |                                    |                                    |                                    |                                    |                                    |                                    |  |  |                                            |                                            |                                            |                                            |                                            |                                            |  |  |                             |                             |                             |                             |                             |                             |  |  |                         |                         |                         |                         |                         |                         |  |  |                                     |                                     |                                     |                                     |                                     |                                     |  |  |  |  |  |  |  |  |  |  |  |  |  |  |  |  |  |  |  |  |  |  |  |  |  |  |  |  |  |  |  |  |  |  |  |  |  |  |  |  |  |  |
|                                  |                                  |                                  |                                  |                                  |                                  |  |  |                                      |                                      |                                      |                                      |                                      |                                      |  |  |                                    |                                    |                                    |                                    |                                    |                                    |  |  |                                           |                                           |                                           |                                           |                                           |                                           |  |  | Tấn Tĩnh hầu                                    |                                                 |                                                 |                                                 |                                                 |                                                 |  |  |                                    |                                    |                                    |                                    |                                    |                                    |  |  |                                            |                                            |                                            |                                            |                                            |                                            |  |  |                             |                             |                             |                             |                             |                             |  |  |                         |                         |                         |                         |                         |                         |  |  |                                     |                                     |                                     |                                     |                                     |                                     |  |  |  |  |  |  |  |  |  |  |  |  |  |  |  |  |  |  |  |  |  |  |  |  |  |  |  |  |  |  |  |  |  |  |  |  |  |  |  |  |  |  |
|                                  |                                  |                                  |                                  |                                  |                                  |  |  |                                      |                                      |                                      |                                      |                                      |                                      |  |  |                                    |                                    |                                    |                                    |                                    |                                    |  |  |                                           |                                           |                                           |                                           |                                           |                                           |  |  |                                                 |                                                 |                                                 |                                                 |                                                 |                                                 |  |  |                                    |                                    |                                    |                                    |                                    |                                    |  |  |                                            |                                            |                                            |                                            |                                            |                                            |  |  |                             |                             |                             |                             |                             |                             |  |  |                         |                         |                         |                         |                         |                         |  |  |                                     |                                     |                                     |                                     |                                     |                                     |  |  |  |  |  |  |  |  |  |  |  |  |  |  |  |  |  |  |  |  |  |  |  |  |  |  |  |  |  |  |  |  |  |  |  |  |  |  |  |  |  |  |
|                                  |                                  |                                  |                                  |                                  |                                  |  |  |                                      |                                      |                                      |                                      |                                      |                                      |  |  |                                    |                                    |                                    |                                    |                                    |                                    |  |  |                                           |                                           |                                           |                                           |                                           |                                           |  |  |                                                 |                                                 |                                                 |                                                 |                                                 |                                                 |  |  |                                    |                                    |                                    |                                    |                                    |                                    |  |  |                                            |                                            |                                            |                                            |                                            |                                            |  |  |                             |                             |                             |                             |                             |                             |  |  |                         |                         |                         |                         |                         |                         |  |  |                                     |                                     |                                     |                                     |                                     |                                     |  |  |  |  |  |  |  |  |  |  |  |  |  |  |  |  |  |  |  |  |  |  |  |  |  |  |  |  |  |  |  |  |  |  |  |  |  |  |  |  |  |  |
|                                  |                                  |                                  |                                  |                                  |                                  |  |  |                                      |                                      |                                      |                                      |                                      |                                      |  |  |                                    |                                    |                                    |                                    |                                    |                                    |  |  |                                           |                                           |                                           |                                           |                                           |                                           |  |  | Tấn Ly hầu                                      | Tấn Ly hầu                                      | Tấn Ly hầu                                      | Tấn Ly hầu                                      | Tấn Ly hầu                                      | Tấn Ly hầu                                      |  |  | □                                  | □                                  | □                                  | □                                  | □                                  | □                                  |  |  |                                            |                                            |                                            |                                            |                                            |                                            |  |  |                             |                             |                             |                             |                             |                             |  |  |                         |                         |                         |                         |                         |                         |  |  |                                     |                                     |                                     |                                     |                                     |                                     |  |  |  |  |  |  |  |  |  |  |  |  |  |  |  |  |  |  |  |  |  |  |  |  |  |  |  |  |  |  |  |  |  |  |  |  |  |  |  |  |  |  |
|                                  |                                  |                                  |                                  |                                  |                                  |  |  |                                      |                                      |                                      |                                      |                                      |                                      |  |  |                                    |                                    |                                    |                                    |                                    |                                    |  |  |                                           |                                           |                                           |                                           |                                           |                                           |  |  | Tấn Ly hầu                                      | Tấn Ly hầu                                      | Tấn Ly hầu                                      | Tấn Ly hầu                                      | Tấn Ly hầu                                      | Tấn Ly hầu                                      |  |  | □                                  | □                                  | □                                  | □                                  | □                                  | □                                  |  |  |                                            |                                            |                                            |                                            |                                            |                                            |  |  |                             |                             |                             |                             |                             |                             |  |  |                         |                         |                         |                         |                         |                         |  |  |                                     |                                     |                                     |                                     |                                     |                                     |  |  |  |  |  |  |  |  |  |  |  |  |  |  |  |  |  |  |  |  |  |  |  |  |  |  |  |  |  |  |  |  |  |  |  |  |  |  |  |  |  |  |
|                                  |                                  |                                  |                                  |                                  |                                  |  |  |                                      |                                      |                                      |                                      |                                      |                                      |  |  |                                    |                                    |                                    |                                    |                                    |                                    |  |  |                                           |                                           |                                           |                                           |                                           |                                           |  |  | Tấn Hiến hầu                                    | Tấn Hiến hầu                                    | Tấn Hiến hầu                                    | Tấn Hiến hầu                                    | Tấn Hiến hầu                                    | Tấn Hiến hầu                                    |  |  | Loan Tân Loan thị                  | Loan Tân Loan thị                  | Loan Tân Loan thị                  | Loan Tân Loan thị                  | Loan Tân Loan thị                  | Loan Tân Loan thị                  |  |  |                                            |                                            |                                            |                                            |                                            |                                            |  |  |                             |                             |                             |                             |                             |                             |  |  |                         |                         |                         |                         |                         |                         |  |  |                                     |                                     |                                     |                                     |                                     |                                     |  |  |  |  |  |  |  |  |  |  |  |  |  |  |  |  |  |  |  |  |  |  |  |  |  |  |  |  |  |  |  |  |  |  |  |  |  |  |  |  |  |  |
|                                  |                                  |                                  |                                  |                                  |                                  |  |  |                                      |                                      |                                      |                                      |                                      |                                      |  |  |                                    |                                    |                                    |                                    |                                    |                                    |  |  |                                           |                                           |                                           |                                           |                                           |                                           |  |  | Tấn Hiến hầu                                    | Tấn Hiến hầu                                    | Tấn Hiến hầu                                    | Tấn Hiến hầu                                    | Tấn Hiến hầu                                    | Tấn Hiến hầu                                    |  |  | Loan Tân Loan thị                  | Loan Tân Loan thị                  | Loan Tân Loan thị                  | Loan Tân Loan thị                  | Loan Tân Loan thị                  | Loan Tân Loan thị                  |  |  |                                            |                                            |                                            |                                            |                                            |                                            |  |  |                             |                             |                             |                             |                             |                             |  |  |                         |                         |                         |                         |                         |                         |  |  |                                     |                                     |                                     |                                     |                                     |                                     |  |  |  |  |  |  |  |  |  |  |  |  |  |  |  |  |  |  |  |  |  |  |  |  |  |  |  |  |  |  |  |  |  |  |  |  |  |  |  |  |  |  |
|                                  |                                  |                                  |                                  |                                  |                                  |  |  |                                      |                                      |                                      |                                      |                                      |                                      |  |  |                                    |                                    |                                    |                                    |                                    |                                    |  |  |                                           |                                           |                                           |                                           |                                           |                                           |  |  |                                                 |                                                 |                                                 |                                                 |                                                 |                                                 |  |  |                                    |                                    |                                    |                                    |                                    |                                    |  |  |                                            |                                            |                                            |                                            |                                            |                                            |  |  |                             |                             |                             |                             |                             |                             |  |  |                         |                         |                         |                         |                         |                         |  |  |                                     |                                     |                                     |                                     |                                     |                                     |  |  |  |  |  |  |  |  |  |  |  |  |  |  |  |  |  |  |  |  |  |  |  |  |  |  |  |  |  |  |  |  |  |  |  |  |  |  |  |  |  |  |
|                                  |                                  |                                  |                                  |                                  |                                  |  |  |                                      |                                      |                                      |                                      |                                      |                                      |  |  |                                    |                                    |                                    |                                    |                                    |                                    |  |  |                                           |                                           |                                           |                                           |                                           |                                           |  |  | Tấn Mục hầu                                     | Tấn Mục hầu                                     | Tấn Mục hầu                                     | Tấn Mục hầu                                     | Tấn Mục hầu                                     | Tấn Mục hầu                                     |  |  | Tấn Thương Thúc                    | Tấn Thương Thúc                    | Tấn Thương Thúc                    | Tấn Thương Thúc                    | Tấn Thương Thúc                    | Tấn Thương Thúc                    |  |  |                                            |                                            |                                            |                                            |                                            |                                            |  |  | □                           | □                           | □                           | □                           | □                           | □                           |  |  |                         |                         |                         |                         |                         |                         |  |  |                                     |                                     |                                     |                                     |                                     |                                     |  |  |  |  |  |  |  |  |  |  |  |  |  |  |  |  |  |  |  |  |  |  |  |  |  |  |  |  |  |  |  |  |  |  |  |  |  |  |  |  |  |  |
|                                  |                                  |                                  |                                  |                                  |                                  |  |  |                                      |                                      |                                      |                                      |                                      |                                      |  |  |                                    |                                    |                                    |                                    |                                    |                                    |  |  |                                           |                                           |                                           |                                           |                                           |                                           |  |  | Tấn Mục hầu                                     | Tấn Mục hầu                                     | Tấn Mục hầu                                     | Tấn Mục hầu                                     | Tấn Mục hầu                                     | Tấn Mục hầu                                     |  |  | Tấn Thương Thúc                    | Tấn Thương Thúc                    | Tấn Thương Thúc                    | Tấn Thương Thúc                    | Tấn Thương Thúc                    | Tấn Thương Thúc                    |  |  |                                            |                                            |                                            |                                            |                                            |                                            |  |  | □                           | □                           | □                           | □                           | □                           | □                           |  |  |                         |                         |                         |                         |                         |                         |  |  |                                     |                                     |                                     |                                     |                                     |                                     |  |  |  |  |  |  |  |  |  |  |  |  |  |  |  |  |  |  |  |  |  |  |  |  |  |  |  |  |  |  |  |  |  |  |  |  |  |  |  |  |  |  |
|                                  |                                  |                                  |                                  |                                  |                                  |  |  |                                      |                                      |                                      |                                      |                                      |                                      |  |  |                                    |                                    |                                    |                                    |                                    |                                    |  |  |                                           |                                           |                                           |                                           |                                           |                                           |  |  |                                                 |                                                 |                                                 |                                                 |                                                 |                                                 |  |  |                                    |                                    |                                    |                                    |                                    |                                    |  |  |                                            |                                            |                                            |                                            |                                            |                                            |  |  |                             |                             |                             |                             |                             |                             |  |  |                         |                         |                         |                         |                         |                         |  |  |                                     |                                     |                                     |                                     |                                     |                                     |  |  |  |  |  |  |  |  |  |  |  |  |  |  |  |  |  |  |  |  |  |  |  |  |  |  |  |  |  |  |  |  |  |  |  |  |  |  |  |  |  |  |
|                                  |                                  |                                  |                                  |                                  |                                  |  |  | Tấn Văn hầu ?-781 TCN - 746 TCN      | Tấn Văn hầu ?-781 TCN - 746 TCN      | Tấn Văn hầu ?-781 TCN - 746 TCN      | Tấn Văn hầu ?-781 TCN - 746 TCN      | Tấn Văn hầu ?-781 TCN - 746 TCN      | Tấn Văn hầu ?-781 TCN - 746 TCN      |  |  |                                    |                                    |                                    |                                    |                                    |                                    |  |  |                                           |                                           |                                           |                                           |                                           |                                           |  |  | Khúc Ốc Hoàn Thúc 802 TCN - 745 TCN - 731 TCN   | Khúc Ốc Hoàn Thúc 802 TCN - 745 TCN - 731 TCN   | Khúc Ốc Hoàn Thúc 802 TCN - 745 TCN - 731 TCN   | Khúc Ốc Hoàn Thúc 802 TCN - 745 TCN - 731 TCN   | Khúc Ốc Hoàn Thúc 802 TCN - 745 TCN - 731 TCN   | Khúc Ốc Hoàn Thúc 802 TCN - 745 TCN - 731 TCN   |  |  |                                    |                                    |                                    |                                    |                                    |                                    |  |  | Dương Thúc                                 | Dương Thúc                                 | Dương Thúc                                 | Dương Thúc                                 | Dương Thúc                                 | Dương Thúc                                 |  |  | Cao Lương Bá                | Cao Lương Bá                | Cao Lương Bá                | Cao Lương Bá                | Cao Lương Bá                | Cao Lương Bá                |  |  |                         |                         |                         |                         |                         |                         |  |  |                                     |                                     |                                     |                                     |                                     |                                     |  |  |  |  |  |  |  |  |  |  |  |  |  |  |  |  |  |  |  |  |  |  |  |  |  |  |  |  |  |  |  |  |  |  |  |  |  |  |  |  |  |  |
|                                  |                                  |                                  |                                  |                                  |                                  |  |  | Tấn Văn hầu ?-781 TCN - 746 TCN      | Tấn Văn hầu ?-781 TCN - 746 TCN      | Tấn Văn hầu ?-781 TCN - 746 TCN      | Tấn Văn hầu ?-781 TCN - 746 TCN      | Tấn Văn hầu ?-781 TCN - 746 TCN      | Tấn Văn hầu ?-781 TCN - 746 TCN      |  |  |                                    |                                    |                                    |                                    |                                    |                                    |  |  |                                           |                                           |                                           |                                           |                                           |                                           |  |  | Khúc Ốc Hoàn Thúc 802 TCN - 745 TCN - 731 TCN   | Khúc Ốc Hoàn Thúc 802 TCN - 745 TCN - 731 TCN   | Khúc Ốc Hoàn Thúc 802 TCN - 745 TCN - 731 TCN   | Khúc Ốc Hoàn Thúc 802 TCN - 745 TCN - 731 TCN   | Khúc Ốc Hoàn Thúc 802 TCN - 745 TCN - 731 TCN   | Khúc Ốc Hoàn Thúc 802 TCN - 745 TCN - 731 TCN   |  |  |                                    |                                    |                                    |                                    |                                    |                                    |  |  | Dương Thúc                                 | Dương Thúc                                 | Dương Thúc                                 | Dương Thúc                                 | Dương Thúc                                 | Dương Thúc                                 |  |  | Cao Lương Bá                | Cao Lương Bá                | Cao Lương Bá                | Cao Lương Bá                | Cao Lương Bá                | Cao Lương Bá                |  |  |                         |                         |                         |                         |                         |                         |  |  |                                     |                                     |                                     |                                     |                                     |                                     |  |  |  |  |  |  |  |  |  |  |  |  |  |  |  |  |  |  |  |  |  |  |  |  |  |  |  |  |  |  |  |  |  |  |  |  |  |  |  |  |  |  |
|                                  |                                  |                                  |                                  |                                  |                                  |  |  |                                      |                                      |                                      |                                      |                                      |                                      |  |  |                                    |                                    |                                    |                                    |                                    |                                    |  |  |                                           |                                           |                                           |                                           |                                           |                                           |  |  |                                                 |                                                 |                                                 |                                                 |                                                 |                                                 |  |  |                                    |                                    |                                    |                                    |                                    |                                    |  |  |                                            |                                            |                                            |                                            |                                            |                                            |  |  |                             |                             |                             |                             |                             |                             |  |  |                         |                         |                         |                         |                         |                         |  |  |                                     |                                     |                                     |                                     |                                     |                                     |  |  |  |  |  |  |  |  |  |  |  |  |  |  |  |  |  |  |  |  |  |  |  |  |  |  |  |  |  |  |  |  |  |  |  |  |  |  |  |  |  |  |
|                                  |                                  |                                  |                                  |                                  |                                  |  |  | Tấn Chiêu hầu ?-746 TCN - 739 TCN    | Tấn Chiêu hầu ?-746 TCN - 739 TCN    | Tấn Chiêu hầu ?-746 TCN - 739 TCN    | Tấn Chiêu hầu ?-746 TCN - 739 TCN    | Tấn Chiêu hầu ?-746 TCN - 739 TCN    | Tấn Chiêu hầu ?-746 TCN - 739 TCN    |  |  |                                    |                                    |                                    |                                    |                                    |                                    |  |  |                                           |                                           |                                           |                                           |                                           |                                           |  |  | Khúc Ốc Trang Bá ?- 731 TCN - 716 TCN           | Khúc Ốc Trang Bá ?- 731 TCN - 716 TCN           | Khúc Ốc Trang Bá ?- 731 TCN - 716 TCN           | Khúc Ốc Trang Bá ?- 731 TCN - 716 TCN           | Khúc Ốc Trang Bá ?- 731 TCN - 716 TCN           | Khúc Ốc Trang Bá ?- 731 TCN - 716 TCN           |  |  | Hàn Vạn Hàn thị                    | Hàn Vạn Hàn thị                    | Hàn Vạn Hàn thị                    | Hàn Vạn Hàn thị                    | Hàn Vạn Hàn thị                    | Hàn Vạn Hàn thị                    |  |  | Tôn Bá Yểm Tịch thị                        | Tôn Bá Yểm Tịch thị                        | Tôn Bá Yểm Tịch thị                        | Tôn Bá Yểm Tịch thị                        | Tôn Bá Yểm Tịch thị                        | Tôn Bá Yểm Tịch thị                        |  |  | Kì Hề Kì thị                | Kì Hề Kì thị                | Kì Hề Kì thị                | Kì Hề Kì thị                | Kì Hề Kì thị                | Kì Hề Kì thị                |  |  |                         |                         |                         |                         |                         |                         |  |  |                                     |                                     |                                     |                                     |                                     |                                     |  |  |  |  |  |  |  |  |  |  |  |  |  |  |  |  |  |  |  |  |  |  |  |  |  |  |  |  |  |  |  |  |  |  |  |  |  |  |  |  |  |  |
|                                  |                                  |                                  |                                  |                                  |                                  |  |  | Tấn Chiêu hầu ?-746 TCN - 739 TCN    | Tấn Chiêu hầu ?-746 TCN - 739 TCN    | Tấn Chiêu hầu ?-746 TCN - 739 TCN    | Tấn Chiêu hầu ?-746 TCN - 739 TCN    | Tấn Chiêu hầu ?-746 TCN - 739 TCN    | Tấn Chiêu hầu ?-746 TCN - 739 TCN    |  |  |                                    |                                    |                                    |                                    |                                    |                                    |  |  |                                           |                                           |                                           |                                           |                                           |                                           |  |  | Khúc Ốc Trang Bá ?- 731 TCN - 716 TCN           | Khúc Ốc Trang Bá ?- 731 TCN - 716 TCN           | Khúc Ốc Trang Bá ?- 731 TCN - 716 TCN           | Khúc Ốc Trang Bá ?- 731 TCN - 716 TCN           | Khúc Ốc Trang Bá ?- 731 TCN - 716 TCN           | Khúc Ốc Trang Bá ?- 731 TCN - 716 TCN           |  |  | Hàn Vạn Hàn thị                    | Hàn Vạn Hàn thị                    | Hàn Vạn Hàn thị                    | Hàn Vạn Hàn thị                    | Hàn Vạn Hàn thị                    | Hàn Vạn Hàn thị                    |  |  | Tôn Bá Yểm Tịch thị                        | Tôn Bá Yểm Tịch thị                        | Tôn Bá Yểm Tịch thị                        | Tôn Bá Yểm Tịch thị                        | Tôn Bá Yểm Tịch thị                        | Tôn Bá Yểm Tịch thị                        |  |  | Kì Hề Kì thị                | Kì Hề Kì thị                | Kì Hề Kì thị                | Kì Hề Kì thị                | Kì Hề Kì thị                | Kì Hề Kì thị                |  |  |                         |                         |                         |                         |                         |                         |  |  |                                     |                                     |                                     |                                     |                                     |                                     |  |  |  |  |  |  |  |  |  |  |  |  |  |  |  |  |  |  |  |  |  |  |  |  |  |  |  |  |  |  |  |  |  |  |  |  |  |  |  |  |  |  |
|                                  |                                  |                                  |                                  |                                  |                                  |  |  |                                      |                                      |                                      |                                      |                                      |                                      |  |  |                                    |                                    |                                    |                                    |                                    |                                    |  |  |                                           |                                           |                                           |                                           |                                           |                                           |  |  |                                                 |                                                 |                                                 |                                                 |                                                 |                                                 |  |  |                                    |                                    |                                    |                                    |                                    |                                    |  |  |                                            |                                            |                                            |                                            |                                            |                                            |  |  |                             |                             |                             |                             |                             |                             |  |  |                         |                         |                         |                         |                         |                         |  |  |                                     |                                     |                                     |                                     |                                     |                                     |  |  |  |  |  |  |  |  |  |  |  |  |  |  |  |  |  |  |  |  |  |  |  |  |  |  |  |  |  |  |  |  |  |  |  |  |  |  |  |  |  |  |
| Tấn Hiếu hầu ?-739 TCN - 724 TCN | Tấn Hiếu hầu ?-739 TCN - 724 TCN | Tấn Hiếu hầu ?-739 TCN - 724 TCN | Tấn Hiếu hầu ?-739 TCN - 724 TCN | Tấn Hiếu hầu ?-739 TCN - 724 TCN | Tấn Hiếu hầu ?-739 TCN - 724 TCN |  |  | Tấn Ngạc hầu ? - 724 TCN - 718 TCN-? | Tấn Ngạc hầu ? - 724 TCN - 718 TCN-? | Tấn Ngạc hầu ? - 724 TCN - 718 TCN-? | Tấn Ngạc hầu ? - 724 TCN - 718 TCN-? | Tấn Ngạc hầu ? - 724 TCN - 718 TCN-? | Tấn Ngạc hầu ? - 724 TCN - 718 TCN-? |  |  |                                    |                                    |                                    |                                    |                                    |                                    |  |  |                                           |                                           |                                           |                                           |                                           |                                           |  |  | Tấn Vũ công ? - 716 TCN - 679 TCN - 677 TCN     | Tấn Vũ công ? - 716 TCN - 679 TCN - 677 TCN     | Tấn Vũ công ? - 716 TCN - 679 TCN - 677 TCN     | Tấn Vũ công ? - 716 TCN - 679 TCN - 677 TCN     | Tấn Vũ công ? - 716 TCN - 679 TCN - 677 TCN     | Tấn Vũ công ? - 716 TCN - 679 TCN - 677 TCN     |  |  |                                    |                                    |                                    |                                    |                                    |                                    |  |  |                                            |                                            |                                            |                                            |                                            |                                            |  |  |                             |                             |                             |                             |                             |                             |  |  |                         |                         |                         |                         |                         |                         |  |  |                                     |                                     |                                     |                                     |                                     |                                     |  |  |  |  |  |  |  |  |  |  |  |  |  |  |  |  |  |  |  |  |  |  |  |  |  |  |  |  |  |  |  |  |  |  |  |  |  |  |  |  |  |  |
| Tấn Hiếu hầu ?-739 TCN - 724 TCN | Tấn Hiếu hầu ?-739 TCN - 724 TCN | Tấn Hiếu hầu ?-739 TCN - 724 TCN | Tấn Hiếu hầu ?-739 TCN - 724 TCN | Tấn Hiếu hầu ?-739 TCN - 724 TCN | Tấn Hiếu hầu ?-739 TCN - 724 TCN |  |  | Tấn Ngạc hầu ? - 724 TCN - 718 TCN-? | Tấn Ngạc hầu ? - 724 TCN - 718 TCN-? | Tấn Ngạc hầu ? - 724 TCN - 718 TCN-? | Tấn Ngạc hầu ? - 724 TCN - 718 TCN-? | Tấn Ngạc hầu ? - 724 TCN - 718 TCN-? | Tấn Ngạc hầu ? - 724 TCN - 718 TCN-? |  |  |                                    |                                    |                                    |                                    |                                    |                                    |  |  |                                           |                                           |                                           |                                           |                                           |                                           |  |  | Tấn Vũ công ? - 716 TCN - 679 TCN - 677 TCN     | Tấn Vũ công ? - 716 TCN - 679 TCN - 677 TCN     | Tấn Vũ công ? - 716 TCN - 679 TCN - 677 TCN     | Tấn Vũ công ? - 716 TCN - 679 TCN - 677 TCN     | Tấn Vũ công ? - 716 TCN - 679 TCN - 677 TCN     | Tấn Vũ công ? - 716 TCN - 679 TCN - 677 TCN     |  |  |                                    |                                    |                                    |                                    |                                    |                                    |  |  |                                            |                                            |                                            |                                            |                                            |                                            |  |  |                             |                             |                             |                             |                             |                             |  |  |                         |                         |                         |                         |                         |                         |  |  |                                     |                                     |                                     |                                     |                                     |                                     |  |  |  |  |  |  |  |  |  |  |  |  |  |  |  |  |  |  |  |  |  |  |  |  |  |  |  |  |  |  |  |  |  |  |  |  |  |  |  |  |  |  |
|                                  |                                  |                                  |                                  |                                  |                                  |  |  |                                      |                                      |                                      |                                      |                                      |                                      |  |  |                                    |                                    |                                    |                                    |                                    |                                    |  |  |                                           |                                           |                                           |                                           |                                           |                                           |  |  |                                                 |                                                 |                                                 |                                                 |                                                 |                                                 |  |  |                                    |                                    |                                    |                                    |                                    |                                    |  |  |                                            |                                            |                                            |                                            |                                            |                                            |  |  |                             |                             |                             |                             |                             |                             |  |  |                         |                         |                         |                         |                         |                         |  |  |                                     |                                     |                                     |                                     |                                     |                                     |  |  |  |  |  |  |  |  |  |  |  |  |  |  |  |  |  |  |  |  |  |  |  |  |  |  |  |  |  |  |  |  |  |  |  |  |  |  |  |  |  |  |
|                                  |                                  |                                  |                                  |                                  |                                  |  |  | Tấn Ai hầu ?-718 TCN - 709 TCN       | Tấn Ai hầu ?-718 TCN - 709 TCN       | Tấn Ai hầu ?-718 TCN - 709 TCN       | Tấn Ai hầu ?-718 TCN - 709 TCN       | Tấn Ai hầu ?-718 TCN - 709 TCN       | Tấn Ai hầu ?-718 TCN - 709 TCN       |  |  | Tấn hầu Dẫn ?-705 TCN - 678 TCN    | Tấn hầu Dẫn ?-705 TCN - 678 TCN    | Tấn hầu Dẫn ?-705 TCN - 678 TCN    | Tấn hầu Dẫn ?-705 TCN - 678 TCN    | Tấn hầu Dẫn ?-705 TCN - 678 TCN    | Tấn hầu Dẫn ?-705 TCN - 678 TCN    |  |  |                                           |                                           |                                           |                                           |                                           |                                           |  |  | Tấn Hiến công ?-677 TCN - 651 TCN               | Tấn Hiến công ?-677 TCN - 651 TCN               | Tấn Hiến công ?-677 TCN - 651 TCN               | Tấn Hiến công ?-677 TCN - 651 TCN               | Tấn Hiến công ?-677 TCN - 651 TCN               | Tấn Hiến công ?-677 TCN - 651 TCN               |  |  |                                    |                                    |                                    |                                    |                                    |                                    |  |  |                                            |                                            |                                            |                                            |                                            |                                            |  |  |                             |                             |                             |                             |                             |                             |  |  |                         |                         |                         |                         |                         |                         |  |  | Bá Kiều                             | Bá Kiều                             | Bá Kiều                             | Bá Kiều                             | Bá Kiều                             | Bá Kiều                             |  |  |  |  |  |  |  |  |  |  |  |  |  |  |  |  |  |  |  |  |  |  |  |  |  |  |  |  |  |  |  |  |  |  |  |  |  |  |  |  |  |  |
|                                  |                                  |                                  |                                  |                                  |                                  |  |  | Tấn Ai hầu ?-718 TCN - 709 TCN       | Tấn Ai hầu ?-718 TCN - 709 TCN       | Tấn Ai hầu ?-718 TCN - 709 TCN       | Tấn Ai hầu ?-718 TCN - 709 TCN       | Tấn Ai hầu ?-718 TCN - 709 TCN       | Tấn Ai hầu ?-718 TCN - 709 TCN       |  |  | Tấn hầu Dẫn ?-705 TCN - 678 TCN    | Tấn hầu Dẫn ?-705 TCN - 678 TCN    | Tấn hầu Dẫn ?-705 TCN - 678 TCN    | Tấn hầu Dẫn ?-705 TCN - 678 TCN    | Tấn hầu Dẫn ?-705 TCN - 678 TCN    | Tấn hầu Dẫn ?-705 TCN - 678 TCN    |  |  |                                           |                                           |                                           |                                           |                                           |                                           |  |  | Tấn Hiến công ?-677 TCN - 651 TCN               | Tấn Hiến công ?-677 TCN - 651 TCN               | Tấn Hiến công ?-677 TCN - 651 TCN               | Tấn Hiến công ?-677 TCN - 651 TCN               | Tấn Hiến công ?-677 TCN - 651 TCN               | Tấn Hiến công ?-677 TCN - 651 TCN               |  |  |                                    |                                    |                                    |                                    |                                    |                                    |  |  |                                            |                                            |                                            |                                            |                                            |                                            |  |  |                             |                             |                             |                             |                             |                             |  |  |                         |                         |                         |                         |                         |                         |  |  | Bá Kiều                             | Bá Kiều                             | Bá Kiều                             | Bá Kiều                             | Bá Kiều                             | Bá Kiều                             |  |  |  |  |  |  |  |  |  |  |  |  |  |  |  |  |  |  |  |  |  |  |  |  |  |  |  |  |  |  |  |  |  |  |  |  |  |  |  |  |  |  |
|                                  |                                  |                                  |                                  |                                  |                                  |  |  |                                      |                                      |                                      |                                      |                                      |                                      |  |  |                                    |                                    |                                    |                                    |                                    |                                    |  |  |                                           |                                           |                                           |                                           |                                           |                                           |  |  |                                                 |                                                 |                                                 |                                                 |                                                 |                                                 |  |  |                                    |                                    |                                    |                                    |                                    |                                    |  |  |                                            |                                            |                                            |                                            |                                            |                                            |  |  |                             |                             |                             |                             |                             |                             |  |  |                         |                         |                         |                         |                         |                         |  |  |                                     |                                     |                                     |                                     |                                     |                                     |  |  |  |  |  |  |  |  |  |  |  |  |  |  |  |  |  |  |  |  |  |  |  |  |  |  |  |  |  |  |  |  |  |  |  |  |  |  |  |  |  |  |
|                                  |                                  |                                  |                                  |                                  |                                  |  |  | Tấn Tiểu Tử hầu ?-709 TCN - 705 TCN  | Tấn Tiểu Tử hầu ?-709 TCN - 705 TCN  | Tấn Tiểu Tử hầu ?-709 TCN - 705 TCN  | Tấn Tiểu Tử hầu ?-709 TCN - 705 TCN  | Tấn Tiểu Tử hầu ?-709 TCN - 705 TCN  | Tấn Tiểu Tử hầu ?-709 TCN - 705 TCN  |  |  |                                    |                                    |                                    |                                    |                                    |                                    |  |  | Cơ Thân Sinh ? - 656 TCN                  | Cơ Thân Sinh ? - 656 TCN                  | Cơ Thân Sinh ? - 656 TCN                  | Cơ Thân Sinh ? - 656 TCN                  | Cơ Thân Sinh ? - 656 TCN                  | Cơ Thân Sinh ? - 656 TCN                  |  |  | Tấn Văn công 697 TCN/671 TCN--636 TCN - 628 TCN | Tấn Văn công 697 TCN/671 TCN--636 TCN - 628 TCN | Tấn Văn công 697 TCN/671 TCN--636 TCN - 628 TCN | Tấn Văn công 697 TCN/671 TCN--636 TCN - 628 TCN | Tấn Văn công 697 TCN/671 TCN--636 TCN - 628 TCN | Tấn Văn công 697 TCN/671 TCN--636 TCN - 628 TCN |  |  |                                    |                                    |                                    |                                    |                                    |                                    |  |  | Tấn Huệ công ?-650 TCN - 637 TCN           | Tấn Huệ công ?-650 TCN - 637 TCN           | Tấn Huệ công ?-650 TCN - 637 TCN           | Tấn Huệ công ?-650 TCN - 637 TCN           | Tấn Huệ công ?-650 TCN - 637 TCN           | Tấn Huệ công ?-650 TCN - 637 TCN           |  |  | Tấn Hề Tề 665 TCN - 651 TCN | Tấn Hề Tề 665 TCN - 651 TCN | Tấn Hề Tề 665 TCN - 651 TCN | Tấn Hề Tề 665 TCN - 651 TCN | Tấn Hề Tề 665 TCN - 651 TCN | Tấn Hề Tề 665 TCN - 651 TCN |  |  | Tấn Trác Tử ? - 651 TCN | Tấn Trác Tử ? - 651 TCN | Tấn Trác Tử ? - 651 TCN | Tấn Trác Tử ? - 651 TCN | Tấn Trác Tử ? - 651 TCN | Tấn Trác Tử ? - 651 TCN |  |  | Văn                                 | Văn                                 | Văn                                 | Văn                                 | Văn                                 | Văn                                 |  |  |  |  |  |  |  |  |  |  |  |  |  |  |  |  |  |  |  |  |  |  |  |  |  |  |  |  |  |  |  |  |  |  |  |  |  |  |  |  |  |  |
|                                  |                                  |                                  |                                  |                                  |                                  |  |  | Tấn Tiểu Tử hầu ?-709 TCN - 705 TCN  | Tấn Tiểu Tử hầu ?-709 TCN - 705 TCN  | Tấn Tiểu Tử hầu ?-709 TCN - 705 TCN  | Tấn Tiểu Tử hầu ?-709 TCN - 705 TCN  | Tấn Tiểu Tử hầu ?-709 TCN - 705 TCN  | Tấn Tiểu Tử hầu ?-709 TCN - 705 TCN  |  |  |                                    |                                    |                                    |                                    |                                    |                                    |  |  | Cơ Thân Sinh ? - 656 TCN                  | Cơ Thân Sinh ? - 656 TCN                  | Cơ Thân Sinh ? - 656 TCN                  | Cơ Thân Sinh ? - 656 TCN                  | Cơ Thân Sinh ? - 656 TCN                  | Cơ Thân Sinh ? - 656 TCN                  |  |  | Tấn Văn công 697 TCN/671 TCN--636 TCN - 628 TCN | Tấn Văn công 697 TCN/671 TCN--636 TCN - 628 TCN | Tấn Văn công 697 TCN/671 TCN--636 TCN - 628 TCN | Tấn Văn công 697 TCN/671 TCN--636 TCN - 628 TCN | Tấn Văn công 697 TCN/671 TCN--636 TCN - 628 TCN | Tấn Văn công 697 TCN/671 TCN--636 TCN - 628 TCN |  |  |                                    |                                    |                                    |                                    |                                    |                                    |  |  | Tấn Huệ công ?-650 TCN - 637 TCN           | Tấn Huệ công ?-650 TCN - 637 TCN           | Tấn Huệ công ?-650 TCN - 637 TCN           | Tấn Huệ công ?-650 TCN - 637 TCN           | Tấn Huệ công ?-650 TCN - 637 TCN           | Tấn Huệ công ?-650 TCN - 637 TCN           |  |  | Tấn Hề Tề 665 TCN - 651 TCN | Tấn Hề Tề 665 TCN - 651 TCN | Tấn Hề Tề 665 TCN - 651 TCN | Tấn Hề Tề 665 TCN - 651 TCN | Tấn Hề Tề 665 TCN - 651 TCN | Tấn Hề Tề 665 TCN - 651 TCN |  |  | Tấn Trác Tử ? - 651 TCN | Tấn Trác Tử ? - 651 TCN | Tấn Trác Tử ? - 651 TCN | Tấn Trác Tử ? - 651 TCN | Tấn Trác Tử ? - 651 TCN | Tấn Trác Tử ? - 651 TCN |  |  | Văn                                 | Văn                                 | Văn                                 | Văn                                 | Văn                                 | Văn                                 |  |  |  |  |  |  |  |  |  |  |  |  |  |  |  |  |  |  |  |  |  |  |  |  |  |  |  |  |  |  |  |  |  |  |  |  |  |  |  |  |  |  |
|                                  |                                  |                                  |                                  |                                  |                                  |  |  |                                      |                                      |                                      |                                      |                                      |                                      |  |  |                                    |                                    |                                    |                                    |                                    |                                    |  |  |                                           |                                           |                                           |                                           |                                           |                                           |  |  |                                                 |                                                 |                                                 |                                                 |                                                 |                                                 |  |  |                                    |                                    |                                    |                                    |                                    |                                    |  |  |                                            |                                            |                                            |                                            |                                            |                                            |  |  |                             |                             |                             |                             |                             |                             |  |  |                         |                         |                         |                         |                         |                         |  |  |                                     |                                     |                                     |                                     |                                     |                                     |  |  |  |  |  |  |  |  |  |  |  |  |  |  |  |  |  |  |  |  |  |  |  |  |  |  |  |  |  |  |  |  |  |  |  |  |  |  |  |  |  |  |
| Bá Du                            | Bá Du                            | Bá Du                            | Bá Du                            | Bá Du                            | Bá Du                            |  |  | Thúc Lưu                             | Thúc Lưu                             | Thúc Lưu                             | Thúc Lưu                             | Thúc Lưu                             | Thúc Lưu                             |  |  | Tấn Tương công ?-628 TCN - 621 TCN | Tấn Tương công ?-628 TCN - 621 TCN | Tấn Tương công ?-628 TCN - 621 TCN | Tấn Tương công ?-628 TCN - 621 TCN | Tấn Tương công ?-628 TCN - 621 TCN | Tấn Tương công ?-628 TCN - 621 TCN |  |  | Công tử Ung                               | Công tử Ung                               | Công tử Ung                               | Công tử Ung                               | Công tử Ung                               | Công tử Ung                               |  |  | Công tử Nhạc ? - 621 TCN                        | Công tử Nhạc ? - 621 TCN                        | Công tử Nhạc ? - 621 TCN                        | Công tử Nhạc ? - 621 TCN                        | Công tử Nhạc ? - 621 TCN                        | Công tử Nhạc ? - 621 TCN                        |  |  | Tấn Thành công ?-607 TCN - 600 TCN | Tấn Thành công ?-607 TCN - 600 TCN | Tấn Thành công ?-607 TCN - 600 TCN | Tấn Thành công ?-607 TCN - 600 TCN | Tấn Thành công ?-607 TCN - 600 TCN | Tấn Thành công ?-607 TCN - 600 TCN |  |  | Tấn Hoài công 655 TCN? - 637 TCN - 636 TCN | Tấn Hoài công 655 TCN? - 637 TCN - 636 TCN | Tấn Hoài công 655 TCN? - 637 TCN - 636 TCN | Tấn Hoài công 655 TCN? - 637 TCN - 636 TCN | Tấn Hoài công 655 TCN? - 637 TCN - 636 TCN | Tấn Hoài công 655 TCN? - 637 TCN - 636 TCN |  |  |                             |                             |                             |                             |                             |                             |  |  |                         |                         |                         |                         |                         |                         |  |  | Dương Thiệt đại phu Dương Thiệt thị | Dương Thiệt đại phu Dương Thiệt thị | Dương Thiệt đại phu Dương Thiệt thị | Dương Thiệt đại phu Dương Thiệt thị | Dương Thiệt đại phu Dương Thiệt thị | Dương Thiệt đại phu Dương Thiệt thị |  |  |  |  |  |  |  |  |  |  |  |  |  |  |  |  |  |  |  |  |  |  |  |  |  |  |  |  |  |  |  |  |  |  |  |  |  |  |  |  |  |  |
| Bá Du                            | Bá Du                            | Bá Du                            | Bá Du                            | Bá Du                            | Bá Du                            |  |  | Thúc Lưu                             | Thúc Lưu                             | Thúc Lưu                             | Thúc Lưu                             | Thúc Lưu                             | Thúc Lưu                             |  |  | Tấn Tương công ?-628 TCN - 621 TCN | Tấn Tương công ?-628 TCN - 621 TCN | Tấn Tương công ?-628 TCN - 621 TCN | Tấn Tương công ?-628 TCN - 621 TCN | Tấn Tương công ?-628 TCN - 621 TCN | Tấn Tương công ?-628 TCN - 621 TCN |  |  | Công tử Ung                               | Công tử Ung                               | Công tử Ung                               | Công tử Ung                               | Công tử Ung                               | Công tử Ung                               |  |  | Công tử Nhạc ? - 621 TCN                        | Công tử Nhạc ? - 621 TCN                        | Công tử Nhạc ? - 621 TCN                        | Công tử Nhạc ? - 621 TCN                        | Công tử Nhạc ? - 621 TCN                        | Công tử Nhạc ? - 621 TCN                        |  |  | Tấn Thành công ?-607 TCN - 600 TCN | Tấn Thành công ?-607 TCN - 600 TCN | Tấn Thành công ?-607 TCN - 600 TCN | Tấn Thành công ?-607 TCN - 600 TCN | Tấn Thành công ?-607 TCN - 600 TCN | Tấn Thành công ?-607 TCN - 600 TCN |  |  | Tấn Hoài công 655 TCN? - 637 TCN - 636 TCN | Tấn Hoài công 655 TCN? - 637 TCN - 636 TCN | Tấn Hoài công 655 TCN? - 637 TCN - 636 TCN | Tấn Hoài công 655 TCN? - 637 TCN - 636 TCN | Tấn Hoài công 655 TCN? - 637 TCN - 636 TCN | Tấn Hoài công 655 TCN? - 637 TCN - 636 TCN |  |  |                             |                             |                             |                             |                             |                             |  |  |                         |                         |                         |                         |                         |                         |  |  | Dương Thiệt đại phu Dương Thiệt thị | Dương Thiệt đại phu Dương Thiệt thị | Dương Thiệt đại phu Dương Thiệt thị | Dương Thiệt đại phu Dương Thiệt thị | Dương Thiệt đại phu Dương Thiệt thị | Dương Thiệt đại phu Dương Thiệt thị |  |  |  |  |  |  |  |  |  |  |  |  |  |  |  |  |  |  |  |  |  |  |  |  |  |  |  |  |  |  |  |  |  |  |  |  |  |  |  |  |  |  |
|                                  |                                  |                                  |                                  |                                  |                                  |  |  |                                      |                                      |                                      |                                      |                                      |                                      |  |  |                                    |                                    |                                    |                                    |                                    |                                    |  |  |                                           |                                           |                                           |                                           |                                           |                                           |  |  |                                                 |                                                 |                                                 |                                                 |                                                 |                                                 |  |  |                                    |                                    |                                    |                                    |                                    |                                    |  |  |                                            |                                            |                                            |                                            |                                            |                                            |  |  |                             |                             |                             |                             |                             |                             |  |  |                         |                         |                         |                         |                         |                         |  |  |                                     |                                     |                                     |                                     |                                     |                                     |  |  |  |  |  |  |  |  |  |  |  |  |  |  |  |  |  |  |  |  |  |  |  |  |  |  |  |  |  |  |  |  |  |  |  |  |  |  |  |  |  |  |
|                                  |                                  |                                  |                                  |                                  |                                  |  |  |                                      |                                      |                                      |                                      |                                      |                                      |  |  | Tấn Linh công ?-620 TCN - 607 TCN  | Tấn Linh công ?-620 TCN - 607 TCN  | Tấn Linh công ?-620 TCN - 607 TCN  | Tấn Linh công ?-620 TCN - 607 TCN  | Tấn Linh công ?-620 TCN - 607 TCN  | Tấn Linh công ?-620 TCN - 607 TCN  |  |  | Hoàn Thúc Tiệp                            | Hoàn Thúc Tiệp                            | Hoàn Thúc Tiệp                            | Hoàn Thúc Tiệp                            | Hoàn Thúc Tiệp                            | Hoàn Thúc Tiệp                            |  |  |                                                 |                                                 |                                                 |                                                 |                                                 |                                                 |  |  | Tấn Cảnh công ?-600 TCN - 582 TCN  | Tấn Cảnh công ?-600 TCN - 582 TCN  | Tấn Cảnh công ?-600 TCN - 582 TCN  | Tấn Cảnh công ?-600 TCN - 582 TCN  | Tấn Cảnh công ?-600 TCN - 582 TCN  | Tấn Cảnh công ?-600 TCN - 582 TCN  |  |  |                                            |                                            |                                            |                                            |                                            |                                            |  |  |                             |                             |                             |                             |                             |                             |  |  |                         |                         |                         |                         |                         |                         |  |  |                                     |                                     |                                     |                                     |                                     |                                     |  |  |  |  |  |  |  |  |  |  |  |  |  |  |  |  |  |  |  |  |  |  |  |  |  |  |  |  |  |  |  |  |  |  |  |  |  |  |  |  |  |  |
|                                  |                                  |                                  |                                  |                                  |                                  |  |  |                                      |                                      |                                      |                                      |                                      |                                      |  |  | Tấn Linh công ?-620 TCN - 607 TCN  | Tấn Linh công ?-620 TCN - 607 TCN  | Tấn Linh công ?-620 TCN - 607 TCN  | Tấn Linh công ?-620 TCN - 607 TCN  | Tấn Linh công ?-620 TCN - 607 TCN  | Tấn Linh công ?-620 TCN - 607 TCN  |  |  | Hoàn Thúc Tiệp                            | Hoàn Thúc Tiệp                            | Hoàn Thúc Tiệp                            | Hoàn Thúc Tiệp                            | Hoàn Thúc Tiệp                            | Hoàn Thúc Tiệp                            |  |  |                                                 |                                                 |                                                 |                                                 |                                                 |                                                 |  |  | Tấn Cảnh công ?-600 TCN - 582 TCN  | Tấn Cảnh công ?-600 TCN - 582 TCN  | Tấn Cảnh công ?-600 TCN - 582 TCN  | Tấn Cảnh công ?-600 TCN - 582 TCN  | Tấn Cảnh công ?-600 TCN - 582 TCN  | Tấn Cảnh công ?-600 TCN - 582 TCN  |  |  |                                            |                                            |                                            |                                            |                                            |                                            |  |  |                             |                             |                             |                             |                             |                             |  |  |                         |                         |                         |                         |                         |                         |  |  |                                     |                                     |                                     |                                     |                                     |                                     |  |  |  |  |  |  |  |  |  |  |  |  |  |  |  |  |  |  |  |  |  |  |  |  |  |  |  |  |  |  |  |  |  |  |  |  |  |  |  |  |  |  |
|                                  |                                  |                                  |                                  |                                  |                                  |  |  |                                      |                                      |                                      |                                      |                                      |                                      |  |  |                                    |                                    |                                    |                                    |                                    |                                    |  |  | Huệ Bá Đàm                                | Huệ Bá Đàm                                | Huệ Bá Đàm                                | Huệ Bá Đàm                                | Huệ Bá Đàm                                | Huệ Bá Đàm                                |  |  |                                                 |                                                 |                                                 |                                                 |                                                 |                                                 |  |  | Tấn Lệ công ?-582 TCN - 573 TCN    | Tấn Lệ công ?-582 TCN - 573 TCN    | Tấn Lệ công ?-582 TCN - 573 TCN    | Tấn Lệ công ?-582 TCN - 573 TCN    | Tấn Lệ công ?-582 TCN - 573 TCN    | Tấn Lệ công ?-582 TCN - 573 TCN    |  |  |                                            |                                            |                                            |                                            |                                            |                                            |  |  |                             |                             |                             |                             |                             |                             |  |  |                         |                         |                         |                         |                         |                         |  |  |                                     |                                     |                                     |                                     |                                     |                                     |  |  |  |  |  |  |  |  |  |  |  |  |  |  |  |  |  |  |  |  |  |  |  |  |  |  |  |  |  |  |  |  |  |  |  |  |  |  |  |  |  |  |
|                                  |                                  |                                  |                                  |                                  |                                  |  |  |                                      |                                      |                                      |                                      |                                      |                                      |  |  |                                    |                                    |                                    |                                    |                                    |                                    |  |  | Huệ Bá Đàm                                | Huệ Bá Đàm                                | Huệ Bá Đàm                                | Huệ Bá Đàm                                | Huệ Bá Đàm                                | Huệ Bá Đàm                                |  |  |                                                 |                                                 |                                                 |                                                 |                                                 |                                                 |  |  | Tấn Lệ công ?-582 TCN - 573 TCN    | Tấn Lệ công ?-582 TCN - 573 TCN    | Tấn Lệ công ?-582 TCN - 573 TCN    | Tấn Lệ công ?-582 TCN - 573 TCN    | Tấn Lệ công ?-582 TCN - 573 TCN    | Tấn Lệ công ?-582 TCN - 573 TCN    |  |  |                                            |                                            |                                            |                                            |                                            |                                            |  |  |                             |                             |                             |                             |                             |                             |  |  |                         |                         |                         |                         |                         |                         |  |  |                                     |                                     |                                     |                                     |                                     |                                     |  |  |  |  |  |  |  |  |  |  |  |  |  |  |  |  |  |  |  |  |  |  |  |  |  |  |  |  |  |  |  |  |  |  |  |  |  |  |  |  |  |  |
|                                  |                                  |                                  |                                  |                                  |                                  |  |  |                                      |                                      |                                      |                                      |                                      |                                      |  |  |                                    |                                    |                                    |                                    |                                    |                                    |  |  |                                           |                                           |                                           |                                           |                                           |                                           |  |  |                                                 |                                                 |                                                 |                                                 |                                                 |                                                 |  |  |                                    |                                    |                                    |                                    |                                    |                                    |  |  |                                            |                                            |                                            |                                            |                                            |                                            |  |  |                             |                             |                             |                             |                             |                             |  |  |                         |                         |                         |                         |                         |                         |  |  |                                     |                                     |                                     |                                     |                                     |                                     |  |  |  |  |  |  |  |  |  |  |  |  |  |  |  |  |  |  |  |  |  |  |  |  |  |  |  |  |  |  |  |  |  |  |  |  |  |  |  |  |  |  |
|                                  |                                  |                                  |                                  |                                  |                                  |  |  |                                      |                                      |                                      |                                      |                                      |                                      |  |  | huynh của Điệu công                | huynh của Điệu công                | huynh của Điệu công                | huynh của Điệu công                | huynh của Điệu công                | huynh của Điệu công                |  |  | Tấn Điệu công 586 TCN - 573 TCN - 558 TCN | Tấn Điệu công 586 TCN - 573 TCN - 558 TCN | Tấn Điệu công 586 TCN - 573 TCN - 558 TCN | Tấn Điệu công 586 TCN - 573 TCN - 558 TCN | Tấn Điệu công 586 TCN - 573 TCN - 558 TCN | Tấn Điệu công 586 TCN - 573 TCN - 558 TCN |  |  | Dương Can                                       | Dương Can                                       | Dương Can                                       | Dương Can                                       | Dương Can                                       | Dương Can                                       |  |  |                                    |                                    |                                    |                                    |                                    |                                    |  |  |                                            |                                            |                                            |                                            |                                            |                                            |  |  |                             |                             |                             |                             |                             |                             |  |  |                         |                         |                         |                         |                         |                         |  |  |                                     |                                     |                                     |                                     |                                     |                                     |  |  |  |  |  |  |  |  |  |  |  |  |  |  |  |  |  |  |  |  |  |  |  |  |  |  |  |  |  |  |  |  |  |  |  |  |  |  |  |  |  |  |
|                                  |                                  |                                  |                                  |                                  |                                  |  |  |                                      |                                      |                                      |                                      |                                      |                                      |  |  | huynh của Điệu công                | huynh của Điệu công                | huynh của Điệu công                | huynh của Điệu công                | huynh của Điệu công                | huynh của Điệu công                |  |  | Tấn Điệu công 586 TCN - 573 TCN - 558 TCN | Tấn Điệu công 586 TCN - 573 TCN - 558 TCN | Tấn Điệu công 586 TCN - 573 TCN - 558 TCN | Tấn Điệu công 586 TCN - 573 TCN - 558 TCN | Tấn Điệu công 586 TCN - 573 TCN - 558 TCN | Tấn Điệu công 586 TCN - 573 TCN - 558 TCN |  |  | Dương Can                                       | Dương Can                                       | Dương Can                                       | Dương Can                                       | Dương Can                                       | Dương Can                                       |  |  |                                    |                                    |                                    |                                    |                                    |                                    |  |  |                                            |                                            |                                            |                                            |                                            |                                            |  |  |                             |                             |                             |                             |                             |                             |  |  |                         |                         |                         |                         |                         |                         |  |  |                                     |                                     |                                     |                                     |                                     |                                     |  |  |  |  |  |  |  |  |  |  |  |  |  |  |  |  |  |  |  |  |  |  |  |  |  |  |  |  |  |  |  |  |  |  |  |  |  |  |  |  |  |  |
|                                  |                                  |                                  |                                  |                                  |                                  |  |  |                                      |                                      |                                      |                                      |                                      |                                      |  |  |                                    |                                    |                                    |                                    |                                    |                                    |  |  |                                           |                                           |                                           |                                           |                                           |                                           |  |  |                                                 |                                                 |                                                 |                                                 |                                                 |                                                 |  |  |                                    |                                    |                                    |                                    |                                    |                                    |  |  |                                            |                                            |                                            |                                            |                                            |                                            |  |  |                             |                             |                             |                             |                             |                             |  |  |                         |                         |                         |                         |                         |                         |  |  |                                     |                                     |                                     |                                     |                                     |                                     |  |  |  |  |  |  |  |  |  |  |  |  |  |  |  |  |  |  |  |  |  |  |  |  |  |  |  |  |  |  |  |  |  |  |  |  |  |  |  |  |  |  |
|                                  |                                  |                                  |                                  |                                  |                                  |  |  |                                      |                                      |                                      |                                      |                                      |                                      |  |  |                                    |                                    |                                    |                                    |                                    |                                    |  |  | Tấn Bình công ?-558 TCN - 532 TCN         | Tấn Bình công ?-558 TCN - 532 TCN         | Tấn Bình công ?-558 TCN - 532 TCN         | Tấn Bình công ?-558 TCN - 532 TCN         | Tấn Bình công ?-558 TCN - 532 TCN         | Tấn Bình công ?-558 TCN - 532 TCN         |  |  | Công tử Ngấn                                    | Công tử Ngấn                                    | Công tử Ngấn                                    | Công tử Ngấn                                    | Công tử Ngấn                                    | Công tử Ngấn                                    |  |  |                                    |                                    |                                    |                                    |                                    |                                    |  |  |                                            |                                            |                                            |                                            |                                            |                                            |  |  |                             |                             |                             |                             |                             |                             |  |  |                         |                         |                         |                         |                         |                         |  |  |                                     |                                     |                                     |                                     |                                     |                                     |  |  |  |  |  |  |  |  |  |  |  |  |  |  |  |  |  |  |  |  |  |  |  |  |  |  |  |  |  |  |  |  |  |  |  |  |  |  |  |  |  |  |
|                                  |                                  |                                  |                                  |                                  |                                  |  |  |                                      |                                      |                                      |                                      |                                      |                                      |  |  |                                    |                                    |                                    |                                    |                                    |                                    |  |  | Tấn Bình công ?-558 TCN - 532 TCN         | Tấn Bình công ?-558 TCN - 532 TCN         | Tấn Bình công ?-558 TCN - 532 TCN         | Tấn Bình công ?-558 TCN - 532 TCN         | Tấn Bình công ?-558 TCN - 532 TCN         | Tấn Bình công ?-558 TCN - 532 TCN         |  |  | Công tử Ngấn                                    | Công tử Ngấn                                    | Công tử Ngấn                                    | Công tử Ngấn                                    | Công tử Ngấn                                    | Công tử Ngấn                                    |  |  |                                    |                                    |                                    |                                    |                                    |                                    |  |  |                                            |                                            |                                            |                                            |                                            |                                            |  |  |                             |                             |                             |                             |                             |                             |  |  |                         |                         |                         |                         |                         |                         |  |  |                                     |                                     |                                     |                                     |                                     |                                     |  |  |  |  |  |  |  |  |  |  |  |  |  |  |  |  |  |  |  |  |  |  |  |  |  |  |  |  |  |  |  |  |  |  |  |  |  |  |  |  |  |  |
|                                  |                                  |                                  |                                  |                                  |                                  |  |  |                                      |                                      |                                      |                                      |                                      |                                      |  |  |                                    |                                    |                                    |                                    |                                    |                                    |  |  | Tấn Chiêu công ?-532 TCN - 526 TCN        |                                           |                                           |                                           |                                           |                                           |  |  |                                                 |                                                 |                                                 |                                                 |                                                 |                                                 |  |  |                                    |                                    |                                    |                                    |                                    |                                    |  |  |                                            |                                            |                                            |                                            |                                            |                                            |  |  |                             |                             |                             |                             |                             |                             |  |  |                         |                         |                         |                         |                         |                         |  |  |                                     |                                     |                                     |                                     |                                     |                                     |  |  |  |  |  |  |  |  |  |  |  |  |  |  |  |  |  |  |  |  |  |  |  |  |  |  |  |  |  |  |  |  |  |  |  |  |  |  |  |  |  |  |
|                                  |                                  |                                  |                                  |                                  |                                  |  |  |                                      |                                      |                                      |                                      |                                      |                                      |  |  |                                    |                                    |                                    |                                    |                                    |                                    |  |  |                                           |                                           |                                           |                                           |                                           |                                           |  |  |                                                 |                                                 |                                                 |                                                 |                                                 |                                                 |  |  |                                    |                                    |                                    |                                    |                                    |                                    |  |  |                                            |                                            |                                            |                                            |                                            |                                            |  |  |                             |                             |                             |                             |                             |                             |  |  |                         |                         |                         |                         |                         |                         |  |  |                                     |                                     |                                     |                                     |                                     |                                     |  |  |  |  |  |  |  |  |  |  |  |  |  |  |  |  |  |  |  |  |  |  |  |  |  |  |  |  |  |  |  |  |  |  |  |  |  |  |  |  |  |  |
|                                  |                                  |                                  |                                  |                                  |                                  |  |  |                                      |                                      |                                      |                                      |                                      |                                      |  |  |                                    |                                    |                                    |                                    |                                    |                                    |  |  |                                           |                                           |                                           |                                           |                                           |                                           |  |  |                                                 |                                                 |                                                 |                                                 |                                                 |                                                 |  |  |                                    |                                    |                                    |                                    |                                    |                                    |  |  |                                            |                                            |                                            |                                            |                                            |                                            |  |  |                             |                             |                             |                             |                             |                             |  |  |                         |                         |                         |                         |                         |                         |  |  |                                     |                                     |                                     |                                     |                                     |                                     |  |  |  |  |  |  |  |  |  |  |  |  |  |  |  |  |  |  |  |  |  |  |  |  |  |  |  |  |  |  |  |  |  |  |  |  |  |  |  |  |  |  |
|                                  |                                  |                                  |                                  |                                  |                                  |  |  |                                      |                                      |                                      |                                      |                                      |                                      |  |  |                                    |                                    |                                    |                                    |                                    |                                    |  |  | Tấn Khoảnh công ?-526 TCN - 512 TCN       | Tấn Khoảnh công ?-526 TCN - 512 TCN       | Tấn Khoảnh công ?-526 TCN - 512 TCN       | Tấn Khoảnh công ?-526 TCN - 512 TCN       | Tấn Khoảnh công ?-526 TCN - 512 TCN       | Tấn Khoảnh công ?-526 TCN - 512 TCN       |  |  | Đái tử Ung                                      | Đái tử Ung                                      | Đái tử Ung                                      | Đái tử Ung                                      | Đái tử Ung                                      | Đái tử Ung                                      |  |  |                                    |                                    |                                    |                                    |                                    |                                    |  |  |                                            |                                            |                                            |                                            |                                            |                                            |  |  |                             |                             |                             |                             |                             |                             |  |  |                         |                         |                         |                         |                         |                         |  |  |                                     |                                     |                                     |                                     |                                     |                                     |  |  |  |  |  |  |  |  |  |  |  |  |  |  |  |  |  |  |  |  |  |  |  |  |  |  |  |  |  |  |  |  |  |  |  |  |  |  |  |  |  |  |
|                                  |                                  |                                  |                                  |                                  |                                  |  |  |                                      |                                      |                                      |                                      |                                      |                                      |  |  |                                    |                                    |                                    |                                    |                                    |                                    |  |  | Tấn Khoảnh công ?-526 TCN - 512 TCN       | Tấn Khoảnh công ?-526 TCN - 512 TCN       | Tấn Khoảnh công ?-526 TCN - 512 TCN       | Tấn Khoảnh công ?-526 TCN - 512 TCN       | Tấn Khoảnh công ?-526 TCN - 512 TCN       | Tấn Khoảnh công ?-526 TCN - 512 TCN       |  |  | Đái tử Ung                                      | Đái tử Ung                                      | Đái tử Ung                                      | Đái tử Ung                                      | Đái tử Ung                                      | Đái tử Ung                                      |  |  |                                    |                                    |                                    |                                    |                                    |                                    |  |  |                                            |                                            |                                            |                                            |                                            |                                            |  |  |                             |                             |                             |                             |                             |                             |  |  |                         |                         |                         |                         |                         |                         |  |  |                                     |                                     |                                     |                                     |                                     |                                     |  |  |  |  |  |  |  |  |  |  |  |  |  |  |  |  |  |  |  |  |  |  |  |  |  |  |  |  |  |  |  |  |  |  |  |  |  |  |  |  |  |  |
|                                  |                                  |                                  |                                  |                                  |                                  |  |  |                                      |                                      |                                      |                                      |                                      |                                      |  |  |                                    |                                    |                                    |                                    |                                    |                                    |  |  | Tấn Định công ?-512 TCN - 475 TCN         | Tấn Định công ?-512 TCN - 475 TCN         | Tấn Định công ?-512 TCN - 475 TCN         | Tấn Định công ?-512 TCN - 475 TCN         | Tấn Định công ?-512 TCN - 475 TCN         | Tấn Định công ?-512 TCN - 475 TCN         |  |  | Kị                                              | Kị                                              | Kị                                              | Kị                                              | Kị                                              | Kị                                              |  |  |                                    |                                    |                                    |                                    |                                    |                                    |  |  |                                            |                                            |                                            |                                            |                                            |                                            |  |  |                             |                             |                             |                             |                             |                             |  |  |                         |                         |                         |                         |                         |                         |  |  |                                     |                                     |                                     |                                     |                                     |                                     |  |  |  |  |  |  |  |  |  |  |  |  |  |  |  |  |  |  |  |  |  |  |  |  |  |  |  |  |  |  |  |  |  |  |  |  |  |  |  |  |  |  |
|                                  |                                  |                                  |                                  |                                  |                                  |  |  |                                      |                                      |                                      |                                      |                                      |                                      |  |  |                                    |                                    |                                    |                                    |                                    |                                    |  |  | Tấn Định công ?-512 TCN - 475 TCN         | Tấn Định công ?-512 TCN - 475 TCN         | Tấn Định công ?-512 TCN - 475 TCN         | Tấn Định công ?-512 TCN - 475 TCN         | Tấn Định công ?-512 TCN - 475 TCN         | Tấn Định công ?-512 TCN - 475 TCN         |  |  | Kị                                              | Kị                                              | Kị                                              | Kị                                              | Kị                                              | Kị                                              |  |  |                                    |                                    |                                    |                                    |                                    |                                    |  |  |                                            |                                            |                                            |                                            |                                            |                                            |  |  |                             |                             |                             |                             |                             |                             |  |  |                         |                         |                         |                         |                         |                         |  |  |                                     |                                     |                                     |                                     |                                     |                                     |  |  |  |  |  |  |  |  |  |  |  |  |  |  |  |  |  |  |  |  |  |  |  |  |  |  |  |  |  |  |  |  |  |  |  |  |  |  |  |  |  |  |
|                                  |                                  |                                  |                                  |                                  |                                  |  |  |                                      |                                      |                                      |                                      |                                      |                                      |  |  |                                    |                                    |                                    |                                    |                                    |                                    |  |  | Tấn Xuất công ?-475 TCN - 452 TCN-?       | Tấn Xuất công ?-475 TCN - 452 TCN-?       | Tấn Xuất công ?-475 TCN - 452 TCN-?       | Tấn Xuất công ?-475 TCN - 452 TCN-?       | Tấn Xuất công ?-475 TCN - 452 TCN-?       | Tấn Xuất công ?-475 TCN - 452 TCN-?       |  |  | Tấn Ai công ? - 452 TCN- 434 TCN                | Tấn Ai công ? - 452 TCN- 434 TCN                | Tấn Ai công ? - 452 TCN- 434 TCN                | Tấn Ai công ? - 452 TCN- 434 TCN                | Tấn Ai công ? - 452 TCN- 434 TCN                | Tấn Ai công ? - 452 TCN- 434 TCN                |  |  |                                    |                                    |                                    |                                    |                                    |                                    |  |  |                                            |                                            |                                            |                                            |                                            |                                            |  |  |                             |                             |                             |                             |                             |                             |  |  |                         |                         |                         |                         |                         |                         |  |  |                                     |                                     |                                     |                                     |                                     |                                     |  |  |  |  |  |  |  |  |  |  |  |  |  |  |  |  |  |  |  |  |  |  |  |  |  |  |  |  |  |  |  |  |  |  |  |  |  |  |  |  |  |  |
|                                  |                                  |                                  |                                  |                                  |                                  |  |  |                                      |                                      |                                      |                                      |                                      |                                      |  |  |                                    |                                    |                                    |                                    |                                    |                                    |  |  | Tấn Xuất công ?-475 TCN - 452 TCN-?       | Tấn Xuất công ?-475 TCN - 452 TCN-?       | Tấn Xuất công ?-475 TCN - 452 TCN-?       | Tấn Xuất công ?-475 TCN - 452 TCN-?       | Tấn Xuất công ?-475 TCN - 452 TCN-?       | Tấn Xuất công ?-475 TCN - 452 TCN-?       |  |  | Tấn Ai công ? - 452 TCN- 434 TCN                | Tấn Ai công ? - 452 TCN- 434 TCN                | Tấn Ai công ? - 452 TCN- 434 TCN                | Tấn Ai công ? - 452 TCN- 434 TCN                | Tấn Ai công ? - 452 TCN- 434 TCN                | Tấn Ai công ? - 452 TCN- 434 TCN                |  |  |                                    |                                    |                                    |                                    |                                    |                                    |  |  |                                            |                                            |                                            |                                            |                                            |                                            |  |  |                             |                             |                             |                             |                             |                             |  |  |                         |                         |                         |                         |                         |                         |  |  |                                     |                                     |                                     |                                     |                                     |                                     |  |  |  |  |  |  |  |  |  |  |  |  |  |  |  |  |  |  |  |  |  |  |  |  |  |  |  |  |  |  |  |  |  |  |  |  |  |  |  |  |  |  |
|                                  |                                  |                                  |                                  |                                  |                                  |  |  |                                      |                                      |                                      |                                      |                                      |                                      |  |  |                                    |                                    |                                    |                                    |                                    |                                    |  |  |                                           |                                           |                                           |                                           |                                           |                                           |  |  | Tấn U công ?-434 TCN - 416 TCN                  |                                                 |                                                 |                                                 |                                                 |                                                 |  |  |                                    |                                    |                                    |                                    |                                    |                                    |  |  |                                            |                                            |                                            |                                            |                                            |                                            |  |  |                             |                             |                             |                             |                             |                             |  |  |                         |                         |                         |                         |                         |                         |  |  |                                     |                                     |                                     |                                     |                                     |                                     |  |  |  |  |  |  |  |  |  |  |  |  |  |  |  |  |  |  |  |  |  |  |  |  |  |  |  |  |  |  |  |  |  |  |  |  |  |  |  |  |  |  |
|                                  |                                  |                                  |                                  |                                  |                                  |  |  |                                      |                                      |                                      |                                      |                                      |                                      |  |  |                                    |                                    |                                    |                                    |                                    |                                    |  |  |                                           |                                           |                                           |                                           |                                           |                                           |  |  |                                                 |                                                 |                                                 |                                                 |                                                 |                                                 |  |  |                                    |                                    |                                    |                                    |                                    |                                    |  |  |                                            |                                            |                                            |                                            |                                            |                                            |  |  |                             |                             |                             |                             |                             |                             |  |  |                         |                         |                         |                         |                         |                         |  |  |                                     |                                     |                                     |                                     |                                     |                                     |  |  |  |  |  |  |  |  |  |  |  |  |  |  |  |  |  |  |  |  |  |  |  |  |  |  |  |  |  |  |  |  |  |  |  |  |  |  |  |  |  |  |
|                                  |                                  |                                  |                                  |                                  |                                  |  |  |                                      |                                      |                                      |                                      |                                      |                                      |  |  |                                    |                                    |                                    |                                    |                                    |                                    |  |  |                                           |                                           |                                           |                                           |                                           |                                           |  |  | Tấn Liệt công ?-416 TCN - 389 TCN               |                                                 |                                                 |                                                 |                                                 |                                                 |  |  |                                    |                                    |                                    |                                    |                                    |                                    |  |  |                                            |                                            |                                            |                                            |                                            |                                            |  |  |                             |                             |                             |                             |                             |                             |  |  |                         |                         |                         |                         |                         |                         |  |  |                                     |                                     |                                     |                                     |                                     |                                     |  |  |  |  |  |  |  |  |  |  |  |  |  |  |  |  |  |  |  |  |  |  |  |  |  |  |  |  |  |  |  |  |  |  |  |  |  |  |  |  |  |  |
|                                  |                                  |                                  |                                  |                                  |                                  |  |  |                                      |                                      |                                      |                                      |                                      |                                      |  |  |                                    |                                    |                                    |                                    |                                    |                                    |  |  |                                           |                                           |                                           |                                           |                                           |                                           |  |  |                                                 |                                                 |                                                 |                                                 |                                                 |                                                 |  |  |                                    |                                    |                                    |                                    |                                    |                                    |  |  |                                            |                                            |                                            |                                            |                                            |                                            |  |  |                             |                             |                             |                             |                             |                             |  |  |                         |                         |                         |                         |                         |                         |  |  |                                     |                                     |                                     |                                     |                                     |                                     |  |  |  |  |  |  |  |  |  |  |  |  |  |  |  |  |  |  |  |  |  |  |  |  |  |  |  |  |  |  |  |  |  |  |  |  |  |  |  |  |  |  |
|                                  |                                  |                                  |                                  |                                  |                                  |  |  |                                      |                                      |                                      |                                      |                                      |                                      |  |  |                                    |                                    |                                    |                                    |                                    |                                    |  |  |                                           |                                           |                                           |                                           |                                           |                                           |  |  | Tấn Hoàn công ?-389 TCN - 357 TCN               |                                                 |                                                 |                                                 |                                                 |                                                 |  |  |                                    |                                    |                                    |                                    |                                    |                                    |  |  |                                            |                                            |                                            |                                            |                                            |                                            |  |  |                             |                             |                             |                             |                             |                             |  |  |                         |                         |                         |                         |                         |                         |  |  |                                     |                                     |                                     |                                     |                                     |                                     |  |  |  |  |  |  |  |  |  |  |  |  |  |  |  |  |  |  |  |  |  |  |  |  |  |  |  |  |  |  |  |  |  |  |  |  |  |  |  |  |  |  |
|                                  |                                  |                                  |                                  |                                  |                                  |  |  |                                      |                                      |                                      |                                      |                                      |                                      |  |  |                                    |                                    |                                    |                                    |                                    |                                    |  |  |                                           |                                           |                                           |                                           |                                           |                                           |  |  |                                                 |                                                 |                                                 |                                                 |                                                 |                                                 |  |  |                                    |                                    |                                    |                                    |                                    |                                    |  |  |                                            |                                            |                                            |                                            |                                            |                                            |  |  |                             |                             |                             |                             |                             |                             |  |  |                         |                         |                         |                         |                         |                         |  |  |                                     |                                     |                                     |                                     |                                     |                                     |  |  |  |  |  |  |  |  |  |  |  |  |  |  |  |  |  |  |  |  |  |  |  |  |  |  |  |  |  |  |  |  |  |  |  |  |  |  |  |  |  |  |
|                                  |                                  |                                  |                                  |                                  |                                  |  |  |                                      |                                      |                                      |                                      |                                      |                                      |  |  |                                    |                                    |                                    |                                    |                                    |                                    |  |  |                                           |                                           |                                           |                                           |                                           |                                           |  |  | Tấn Tĩnh công ?-357 TCN - 349 TCN               |                                                 |                                                 |                                                 |                                                 |                                                 |  |  |                                    |                                    |                                    |                                    |                                    |                                    |  |  |                                            |                                            |                                            |                                            |                                            |                                            |  |  |                             |                             |                             |                             |                             |                             |  |  |                         |                         |                         |                         |                         |                         |  |  |                                     |                                     |                                     |                                     |                                     |                                     |  |  |  |  |  |  |  |  |  |  |  |  |  |  |  |  |  |  |  |  |  |  |  |  |  |  |  |  |  |  |  |  |  |  |  |  |  |  |  |  |  |  |

| Thứ tự (thế hệ) | Thụy hiệu       | Tên húy      | Thời gian ở ngôi | Số năm | Quan hệ với vua trước | Ghi chú  |
| --------------- | --------------- | ------------ | ---------------- | ------ | --------------------- | -------- |
| 1 (1)           | Đường Thúc Ngu  | Cơ Ngu       |                  |        | con Chu Vũ Vương      |          |
| 2 (2)           | Tấn hầu Tiệp    | Cơ Tiệp      |                  |        | con Đường Thúc Ngu    |          |
| 3 (3)           | Tấn Vũ hầu      | Cơ Ninh Tộc  |                  |        | con Tấn hầu Tiệp      |          |
| 4 (4)           | Tấn Thành hầu   | Cơ Phục Nhân |                  |        | con Vũ hầu            |          |
| 5 (5)           | Tấn Lê hầu      | Cơ Tử Phúc   | ? - 859 TCN      |        | con Thành hầu         |          |
| 6 (6)           | Tấn Tĩnh hầu    | Cơ Nghi Cữu  | 858 - 841 TCN    | 18     | con Thành hầu         |          |
| 7 (7)           | Tấn Ly hầu      | Cơ Tu Đô     | 840 - 823 TCN    | 18     | con Tĩnh hầu          |          |
| 8 (8)           | Tấn Hiến hầu    | Cơ Tịch      | 822 - 812 TCN    | 11     | con Ly hầu            |          |
| 9 (9)           | Tấn Mục hầu     | Cơ Phế Vương | 811 - 785 TCN    | 26     | con Hiến hầu          |          |
| 10 (9)          | Tấn Thương Thúc |              | 784 - 781 TCN    | 4      | em Mục hầu            | mất ngôi |
| 11 (10)         | Tấn Văn hầu     | Cơ Cừu       | 780 - 746 TCN    | 35     | con Mục hầu           |          |
| 12 (11)         | Tấn Chiêu hầu   | Cơ Bá        | 746 - 740 TCN    | 7      | con Văn hầu           | bị giết  |
| 13 (12)         | Tấn Hiếu hầu    | Cơ Bình      | 739 - 724 TCN    | 16     | con Chiêu hầu         | bị giết  |
| 14 (13)         | Tấn Ngạc hầu    | Cơ Khích     | 723 - 718 TCN    | 6      | con Hiếu hầu          |          |
| 15 (14)         | Tấn Ai hầu      | Cơ quang     | 718 - 710 TCN    | 9      | con Ngạc hầu          | bị giết  |
| 16 (15)         | Tấn Tiểu Tử hầu | Thiếu Tử     | 710 - 707 TCN    | 4      | con Ai hầu            | bị giết  |
| 17 (14)         | Tấn hầu Dẫn     | Cơ Dẫn       | 706 - 679 TCN    | 28     | em Ai hầu             | bị giết  |
| 18 (13)         | Tấn Vũ công     | Cơ Xứng      | 679 - 677 TCN    | 3      | chắt Mục hầu          |          |
| 19 (14)         | Tấn Hiến công   | Cơ Quỹ       | 676 - 651 TCN    | 26     | con Vũ công           |          |
| 20 (15)         |                 | Cơ Hề Tề     | 651 TCN          | 1      | con Hiến công         | bị giết  |
| 21 (15)         |                 | Cơ Trác Tử   | 651 TCN          | 1      | con Hiến công         | bị giết  |
| 22 (15)         | Tấn Huệ công    | Cơ Di Ngô    | 650 - 637 TCN    | 14     | con Hiến công         |          |
| 23 (16)         | Tấn Hoài công   | Cơ Ngữ       | 637 - 636 TCN    | 1      | con Huệ công          | bị giết  |
| 24 (15)         | Tấn Văn công    | Cơ Trùng Nhĩ | 636 - 628 TCN    | 9      | anh Huệ công          |          |
| 25 (16)         | Tấn Tương công  | Cơ Hoan      | 627 - 621 TCN    | 7      | con Văn công          |          |
| 26 (17)         | Tấn Linh công   | Cơ Di Cao    | 620 - 607 TCN    | 14     | con Tương công        | bị giết  |
| 27 (16)         | Tấn Thành công  | Cơ Hắc Điến  | 606 - 600 TCN    | 7      | con Văn công          |          |
| 28 (17)         | Tấn Cảnh công   | Cơ Nho       | 599 - 581 TCN    | 19     | con Thành công        |          |
| 29 (18)         | Tấn Lệ công     | Cơ Thọ Mạn   | 580 - 573 TCN    | 8      | con Cảnh công         | bị giết  |
| 30 (19)         | Tấn Điệu công   | Cơ Chu       | 572 - 558 TCN    | 15     | chắt Tương công       |          |
| 31 (20)         | Tấn Bình công   | Cơ Bưu       | 557 - 532 TCN    | 26     | con Điệu công         |          |
| 32 (21)         | Tấn Chiêu công  | Cơ Di        | 531 - 526 TCN    | 6      | con Bình công         |          |
| 33 (22)         | Tấn Khoảnh công | Cơ Khứ Tật   | 525 - 512 TCN    | 13     | con Chiêu công        |          |
| 34 (23)         | Tấn Định công   | Cơ Ngọ       | 511 - 475 TCN    | 37     | con Khoảnh công       |          |
| 35 (24)         | Tấn Xuất công   | Cơ Tạc       | 474 - 458 TCN    | 17     | con Định công         | bị đuổi  |
| 36 (24)         | Tấn Ai công     | Cơ Kiêu      | 457 - 440 TCN    | 18     | chắt Chiêu công       |          |
| 37 (25)         | Tấn U công      | Cơ Liễu      | 439 - 422 TCN    | 18     | con Ai công           | bị giết  |
| 38 (26)         | Tấn Liệt công   | Cơ Chỉ       | 421 - 395 TCN    | 27     | con U công            |          |
| 39 (27)         | Tấn Hoàn công   | Cơ Kỳ        | 394 - 378 TCN    | 17     | con Liệt công         |          |
| 40 (28)         | Tấn Tĩnh công   | Cơ Câu Tửu   | 377 – 376 TCN    | 2      | con Hoàn công         | bị phế   |